# Előszállás
Előszállás (németül: Neuhof) nagyközség Fejér vármegyében, a Dunaújvárosi járásban. Valószínűleg kun alapítású, a 17. század második felétől a második világháború utáni évekig a ciszterci rend tulajdona. Itt működött a központja a rend előszállási uradalmának, amely a mai Alsószentiván, Baracs, Daruszentmiklós, Hantos, Mezőfalva, Nagykarácsony, Nagyvenyim községeket foglalta magába, és a két világháború között az ország legjobban jövedelmező nagybirtokainak egyike volt. 1928 óta önálló község.

## Fekvése, megközelíthetősége
A községen a 6-os és 7-es főutat összekapcsoló, Dunaföldvár-Nagykanizsa között húzódó 61-es főút halad keresztül; az út mentén Előszállás a Dunaföldvárt követő első település. A 2010-ben átadott M6-os autópályán a 86. kilométernél lehet lekanyarodni Előszállás felé. Itt ágazik ki Nagykarácsony és Mezőfalva felé a 6211-es út; Daruszentmiklóssal a 62 123-as számú mellékút köti össze.
A vasúti közlekedés korábban a Pusztaszabolcs–Dunaújváros–Paks-vasútvonalon volt lehetséges, de a személyszállítás 2009-ben megszűnt a vonal Mezőfalva és Paks közötti szakaszán. Előszállás után, a régi barotai iparvágány-kiágazás őrizetlen nyílt vonali kitérője 20 km/h sebességgel közelíthető meg.
A településtől nyugatra ered a Nagykarácsonyi-vízfolyás, amely a települést északi irányban megkerüli és keleten a Felső-tóba torkollik.

## Éghajlata
A község és környéke a Mezőföld meleg, mérsékelten száraz, mérsékelten forró nyarú területei közé tartozik. A derült napok évi száma (90) igen magas, a napsütés évi összege meghaladja a 2000 órát. A júliusi középhőmérséklet 21,1 °C. A tél mérsékelten hideg, a januári középhőmérséklet -1,5 °C. Az évi átlagos csapadékösszeg 555 mm, a legcsapadékosabb hónap a június (60 mm), a legszárazabb a január-februári időszak (31–34 mm).

## Története

### A korai idők
Előszállás és környéke már a rómaiak előtt lakott hely volt. Határában kelta, avar és római korból származó leletek kerültek napvilágra. Nevét 1537-ben a Magyar Nemzeti Múzeumban őrzött Illésházy-oklevelek egyikén találjuk meg, „Elevzallas” formában. A fellelhető adatok alapján valószínű, hogy az 1300-as években az Alföldre letelepedett kunok által alapított, nyugatabbra tolt település („előretolt telep, szállás”) volt. Mivel a kun települések nem a megyeszervezetbe tartoztak, hanem külön kapitányság fogta össze őket, ezért ebből az időszakból kevés adat maradt fenn.
Az 1526-os törökdúlást követően a kun kapitányságot feloszlatták, és Előszállást Karácsonyszállással együtt Tolna vármegyéhez csatolták. Az 1530-as években a település a fehérvári prépost tulajdonába került, majd Szapolyai János 1537-ben a Sulyok családnak adományozta. Habsburg Ferdinánd azonban fegyverrel foglalta vissza a Fejér vármegyei kun szállásokat, és 1541-ben Szarvaskő urának, Horváth Ferencnek adományozta őket.
1543-tól magyar részről Várpalota, török részről a budai bejler-bej (beglerbég), Rüsztem pasa uralma alá került Előszállás és környéke. A kettős adózás elől a lakosság egy része elköltözött. Az 1559-es török adóösszeírás szerint Előszállás területén mintegy 50 házban, Karácsonyszálláson 44 házban éltek; kilenc gazda foglalkozott juhtartással. A falu népesebb családjai közé tartozott ekkor (több adózó gazdával) az Onta, a Csóra, a Telek, a Sajka, az Orbán és a Pálfai család. 1575-ben nyolcezer magyar forintért Thury Farkas, valamint Thury Benedek és Ostfy Orsolya vásárolták meg Előszállás, Sóly, Olaszfalu, Tevel, Kovácsberend, Polány, Venyim és Karácsonyszállás falvakat. A törökellenes hadjáratok költségei miatt a Thuryak előbb duplájára, majd ötszörösére emelték az adót. Ez 1594-ben Előszállás teljes elnéptelenedéséhez vezetett.
A 17. század elején rácok népesítették be az elhagyott települést. Lelki gondozásukat a földvári Szent Ilona apátság ferences szerzetesei látták el, akik 1630 novemberében saját birtokukká nyilvánították a települést.

### Előszállás a ciszterciek birtokában

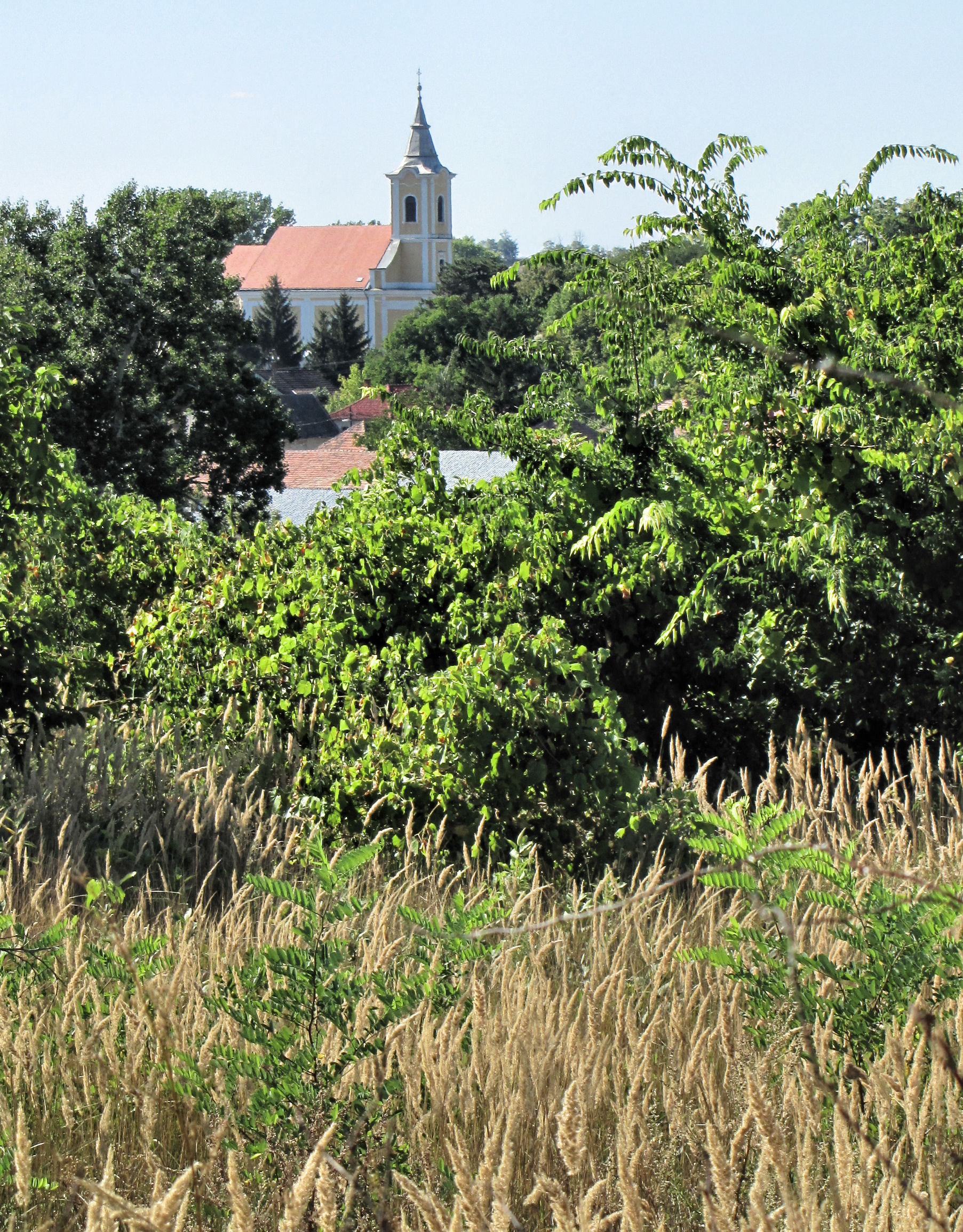
A 18. századi templom látképe az Öreghegy nevű településrész felől

A hatvan házból álló rác település 1659-ben került a zirci ciszterci apátság birtokába, amely nyolcezer forintot fizetett ki a Thury-örökösöknek. A dunaföldvári szerzetesekkel még évtizedekig elhúzódott a birtokviszály, de végül Zirc javára dőlt el. A törökellenes felszabadító harcok idején Előszállás ismét elnéptelenedett. 1700-ban a települést a zirci apátság 31 ezer forintért eladta a sziléziai Heinrichau (ma Henryków, Lengyelország) ciszterci apátságának, amely 1715-ből magyar bérlőknek adta ki az itteni pusztákat. Ezzel párhuzamosan megkezdődött a rendi gazdálkodás is: a környező pusztákon előszállási központtal majorságot alakítottak ki. 1723-ban a rendi birtokon 150 szarvasmarha és 59 ló volt. 1728-ban szekszárdi tőkékkel újratelepítették a majorság közelében fekvő szőlőskerteket.
Az első rendi épület Niklas Antal heinrichaui apát 1723-as látogatása után épült fel, a majorság gazdasági épületeivel együtt. 1765-ben emelték a ma is látható rendházépületet. 1751-ben Szent Anna tiszteletére kápolnát, 1778-79-ben Kisboldogasszony-templomot építettek. A plébánia 1766-tól működik. Az elemi népiskolát 1783-ban említik először: a két tanítónak háromszobás ház állt rendelkezésére, ebből az egyiket használták az oktatás céljaira.
Egy 18. század végi leírás így jellemzi a települést: „Népes szabad puszta Tolna Vármegyében, földes Urai a’ Cziszczertzita Szerzetbéli Atyák, lakosai katolikusok, fekszik Földvárhoz nem messze; többnyire földben készített házakban laknak a lakosok, ’s az Uraságnak nevezetes majorsága és gabon tárja vagyon itten, határja jól termő, vagyonnyai jelesek, és kölömbfélék, kereskedések alkalmatos, mint marhákkal, mind pedig külömbféle termésekkel.”
1805-től az uradalom gazdálkodását megreformálták: a bérleteket megszüntették, és a nagy kiterjedésű uradalmat önálló kerületekre osztották, élükön gazdatisztekkel. A munkát többször is megzavarták a cselédség kisebb-nagyobb zendülései, a legnagyobb 1807-ben, Sudár Simon és Molnár Ádám elbocsátott béresek vezetésével. 1809-ben a megszálló francia csapatok elől Előszállásra menekült a zirci apátság összes szerzetese, a kolostor legfőbb értékeivel és a rendi levéltárral együtt.

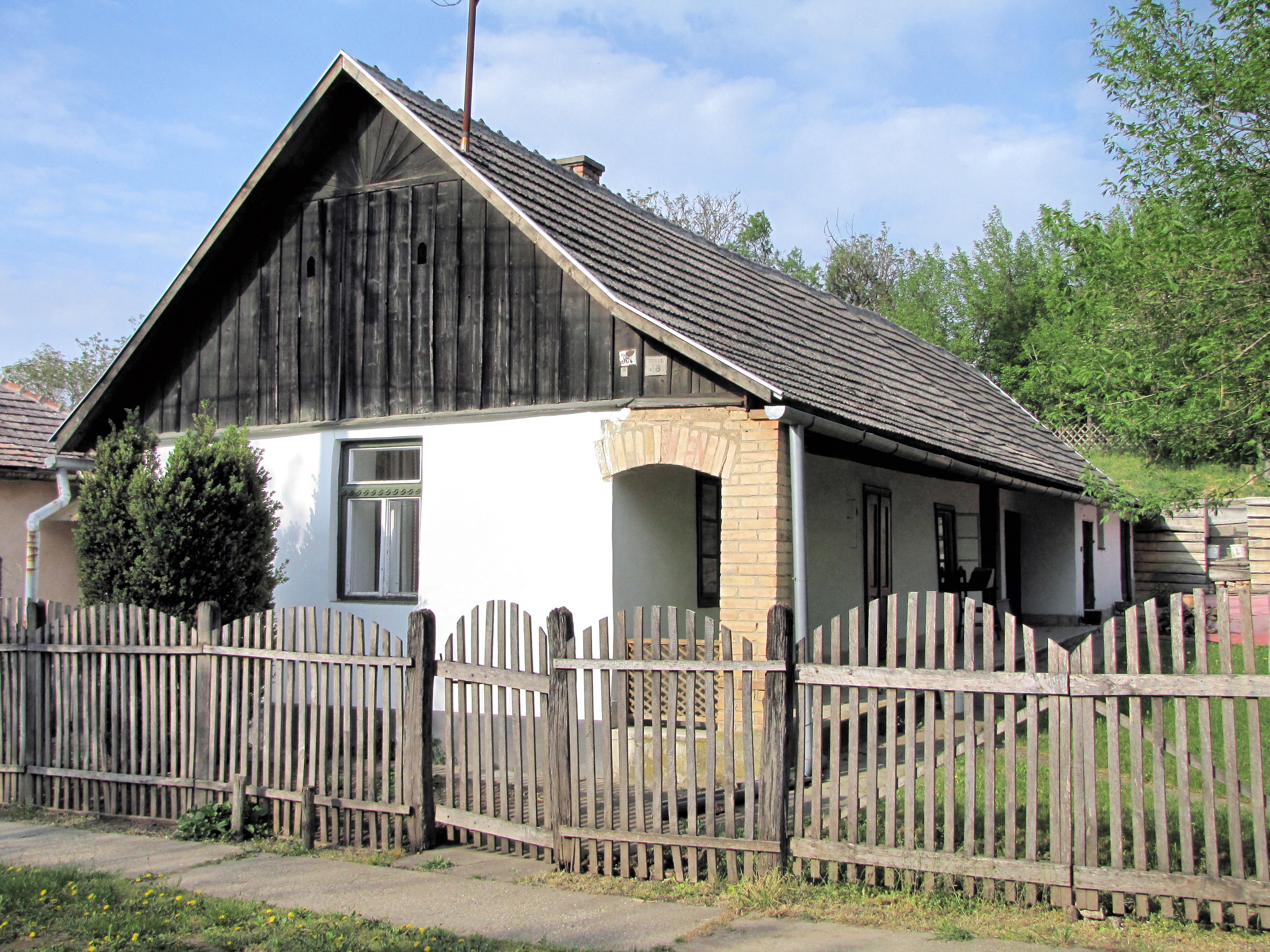
Népi lakóház a Petőfi utcában

A munkaerőhiány enyhítésére 1811-ben létrehozták az uradalom első telepesfalvát, Hercegfalva (ma Mezőfalva) néven. 1814-ben az előszállási uradalom újra a zirci apátság tulajdonába került. Villax Ferdinánd zirci apát tudatosan törekedett a legjobban jövedelmező apátsági birtok, az előszállási uradalom önállósítására. A juhászatba Szászországból hozattak tenyészállatokat. Az uradalmat 1829-1844 között vezető Keller Kelemen négy új major (Bernátkút, Kiskarácsony, Ménesmajor és Kelemenhalom) létrehozásával 14-re bővítette a kerületek számát.
Az 1848–49-es forradalom és szabadságharc idején az uradalom területén nem történt említésre méltó esemény. Ezt követően azonban jó elhelyezkedésének köszönhetően a gazdaság gyors virágzásnak indult. A jelentős szárazföldi útvonalak mellett segítette a fejlődést a Duna közelsége, illetve a vasút 1883-es megjelenése (Sárbogárd és Sárosd állomásain).
A 19. század végén az előszállási uradalom 31 262 kataszteri holdnyi földjét 803 cseléd művelte. Az uradalom határai a korabeli forrás szerint: „éjszakról Perkáta község, keletről Rácz-Almás és Duna-Pentele községek, délről Duna-Földvár s a baracsi határok, nyugatról Alsó- és Felső-Szent-Iván, Alap, Mindszent, Sismánd és Kis-Hantos”. Az uradalom vezetéséről ugyanitt azt olvashatjuk: „Az apátság összes uradalmai élén a főkormányzó áll. Az előszállási uradalom közvetlen igazgatását az uradalmi kormányzó foganatosítja, rendelkezése alatt állanak a kerületei tisztek (kasznárok és ispánok), kiknek alárendeltjei az ellenőrök, irnokok és gyakornokok, mint segédtisztek.”

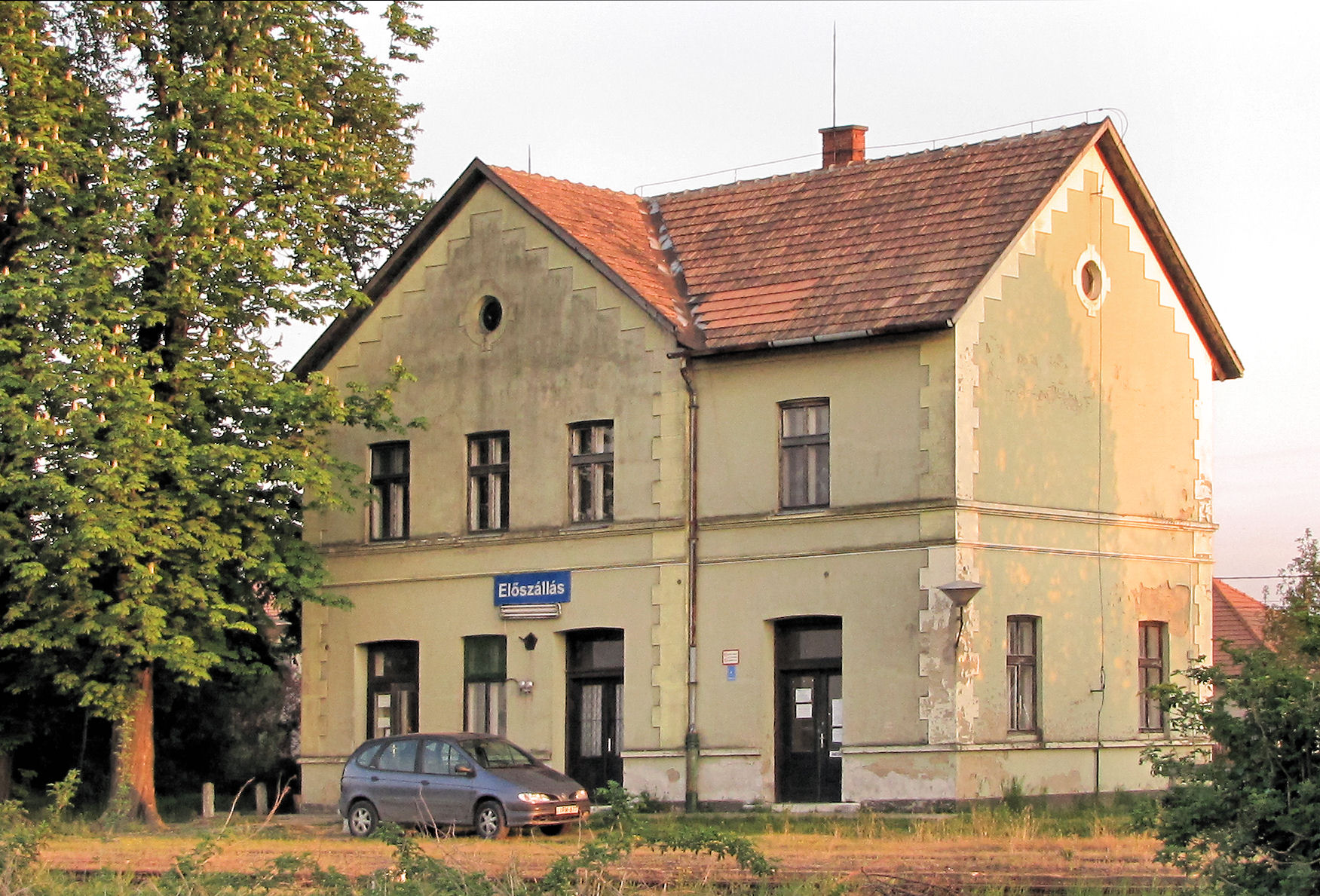
Előszállás vasútállomása

1896-ban elkészült a Pusztaszabolcs–Paks-vasútvonal, amely Előszállást is érintette. A II. osztályú típusterv alapján épített felvételi épület ma is áll.
1897. július elsején aratósztrájk tört ki, több mint ötszáz csatlakozó munkással. Az apátság nem tudta leverni a sztrájkot, a tüntetők elvonultak. Ezt követően felemelték a hercegfalvai csendőrőrs létszámát, 1898-ban pedig az idősebb, kiszolgált cselédek körében jutalmazásokba kezdtek. Ezidőtájt indult meg a gazdaság újabb átszervezése; Előszálláson az állattenyésztés került előtérbe, de nagy lehetőségeket láttak a dohánytermesztésben és a szőlőben is. A 20. század első évtizedeiben Wéber Márton az előszállási jószágkormányzó. Az első világháború és az évtized szeszélyes időjárása azonban kevés lehetőséget adott a fejlődésre. A katonáskodó munkásokat 1916-tól hadifoglyokkal pótolták, akik közül néhány orosz katona végleg letelepedett a faluban. 1918-ban Stadler Mihály és Kovács János előszállás-szőlőhegyi lakosok vezetésével megalakul a Szociáldemokrata Párt helyi szervezete. A Tanácsköztársaság alatt a gazdaság termelőszövetkezetté alakult, az uradalomban keletkezett károkat a későbbi gazdasági jelentések 1,5 millió koronára becsülték. A helyzet stabilizálódása után, 1922-ben megkezdődött a földosztás: 614 házhelyet osztottak ki. 1922-től újraindították a központi gépműhelyt, újabb cselédlakásokat építettek, valamint nyolc kerületben sertéshizlaldákat hoztak létre.

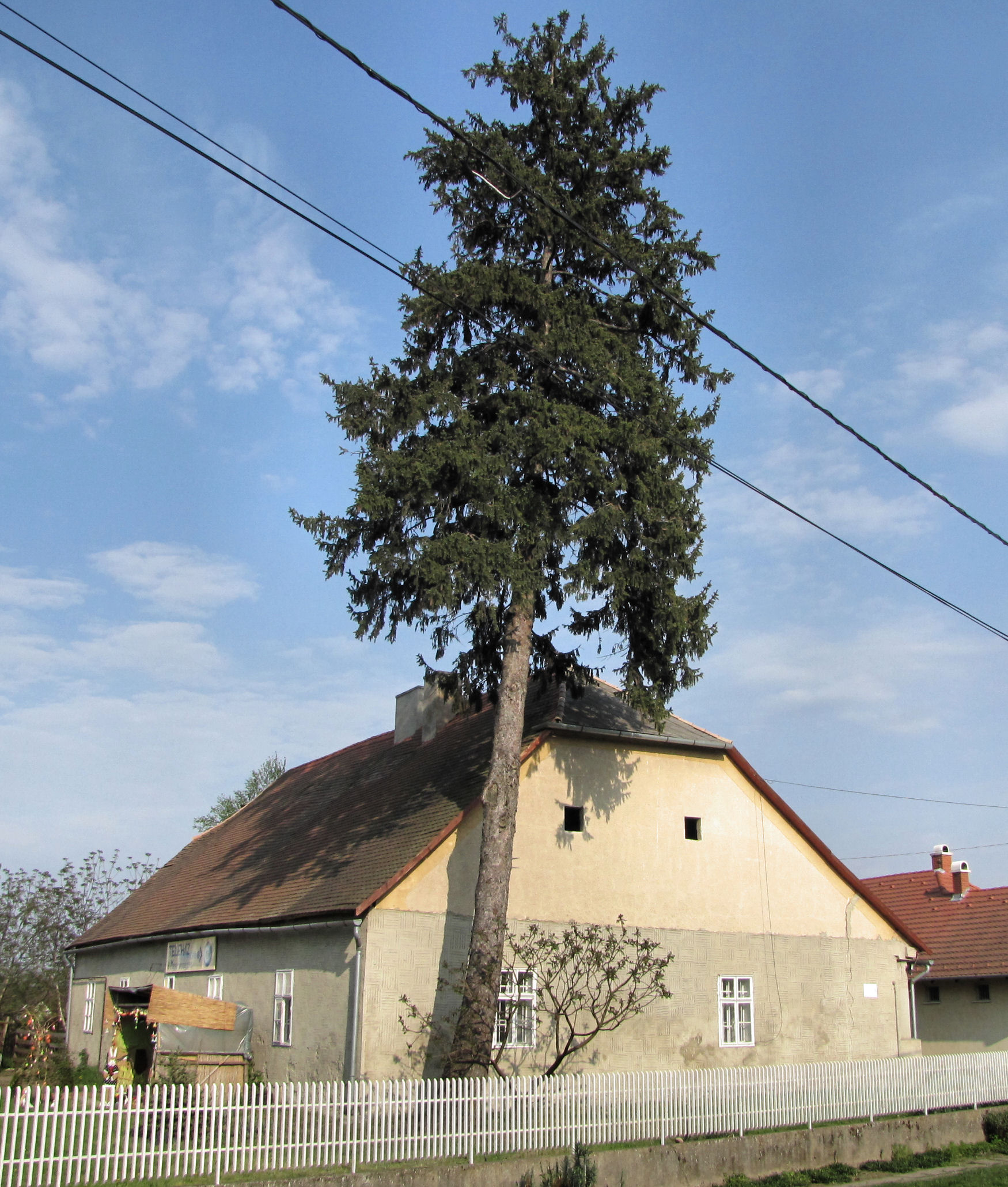
A mai Teleház, amely a második világháború előtt az uradalmi állatorvosok, Egleszék lakóháza volt

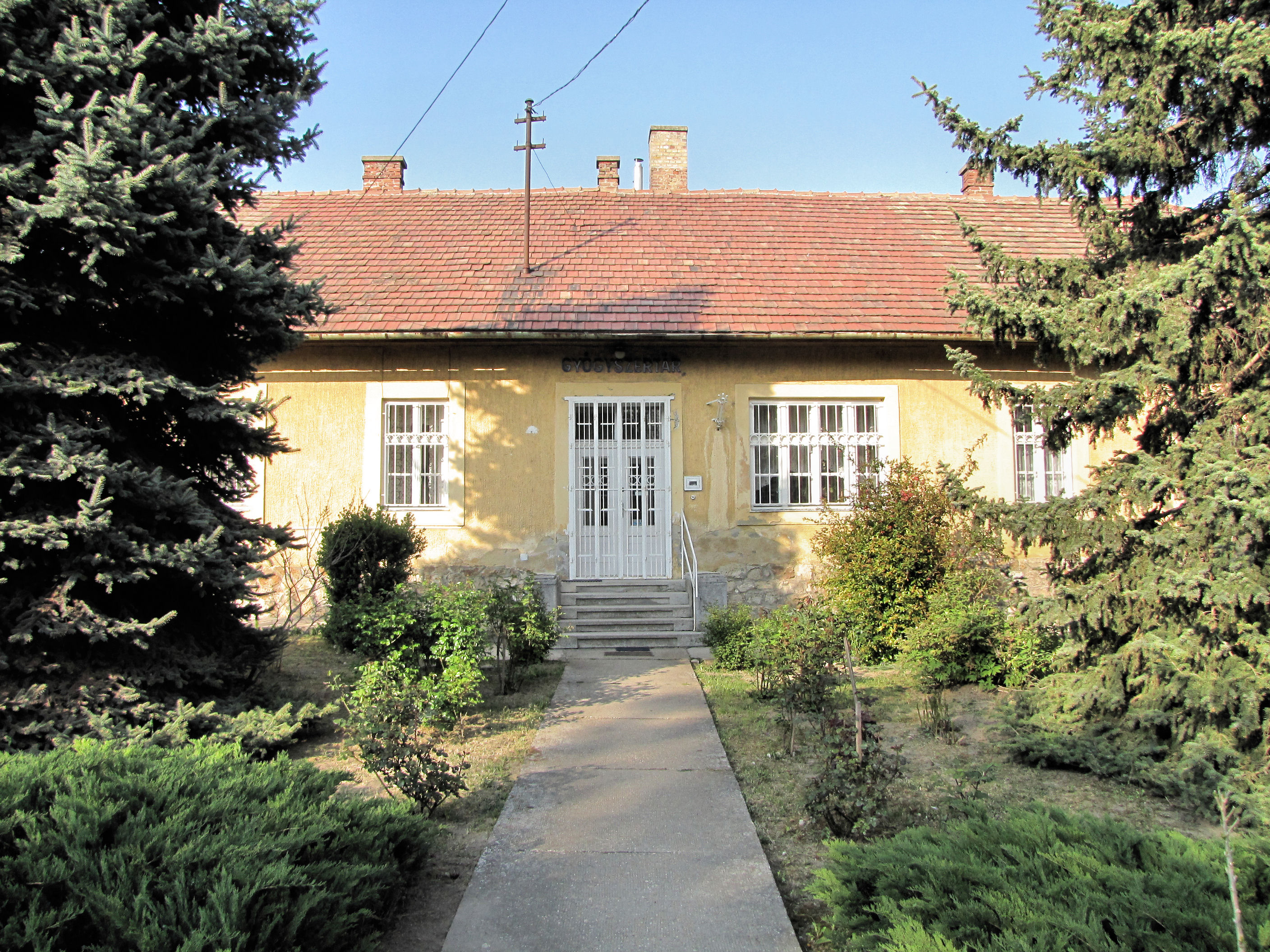
A mai gyógyszertár épülete csendőrségnek épült a két világháború között

### Előszállás a két világháború között
Az előszállási uradalom fénykora egyértelműen Hagyó-Kovács Gyula nevéhez köthető, aki 1917-től másodkormányzó, majd 1924-ben jószágkormányzó lett. Nagy hangsúlyt fektetett a lótenyésztés fejlesztésére; a vásárokon is díjazott előszállási ménes országos hírnévre tett szert. 1923-ban az uradalomba látogat Horthy Miklós kormányzó, és három lovat választott magának a helyi ménesből. 1925-ben Hagyó-Kovács egy teljes fogatot küldött XI. Piusz pápa részére, két fekete előszállási lóval és fekete hintóval. 1925-ben az uradalom szerződést kötött az ercsi Patzenhofer-cukorgyárral; a következő években megsokszorozódott a cukorrépa termőterülete, és a szállítás megkönnyítése érdekében 1934-ig 64,5 kilométernyi gazdasági kisvasút épült. (A mezőhegyesi mögött ez volt az ország második leghosszabb gazdasági vasútvonala; a II. világháború után számolták fel.)
A húszas-harmincas években az előszállási uradalom az ország egyik legjobban jövedelmező nagybirtokává vált. Az itt befolyó jövedelmek állták például a budai ciszterci Szent Imre-templom és gimnázium felépítését 1927-29 között. 1933-ban az uradalomba látogatott Kállay Miklós mezőgazdasági miniszter Koós Sándorral, a Magyar Mezőgazdasági Kamara igazgatójával. A miniszter a látottak hatására három hónapos tanulmányútra küldte Előszállásra a legnagyobb állami gazdaság, a mezőhegyesi egyik főintézőjét. 1933-ban Hagyó-Kovács indítványozására az uradalom megvásárolta a kétezer holdas simontornyai Wimpffen-féle grófi birtokot a középkori várral együtt 700 ezer pengőért; később az uradalom tulajdonába került a dunaföldvári kendergyár és a nagyvenyimi olajgyár is. A fejlődés annak dacára töretlen volt, hogy 1935-ben (a jószágkormányzó tiltakozása ellenére) a művelhető területek 20%-át földosztás céljára átvette az állam. Hagyó-Kovács visszaemlékezése szerint a legjobban jövedelmező gazdasági évben, 1940-41-ben a tiszta bevétel 1 822 027 pengőre rúgott. 1940-ben Teleki Pál miniszterelnök agrárminiszteri posztot ajánlott Hagyó-Kovácsnak, aki azonban, szerzetesi mivoltára hivatkozva, visszautasítja. „Amikor Niklas Antal zirci apát 1723-ban meglátogatja az apátság éledezni kezdő előszállási birtokát, ott csak legelőt talál, ép házat egyet sem, maga is földbeásott putriban lakik, – ma pedig országos nevű gazdasági szakemberek, miniszterek, sőt minisztertanácsok állapítják meg, hogy a cisztercieknek ezen a birtokán folyik ma a legjobb gazdálkodás hazánkban” – írja Kalász Elek 1943-ban.
1928-ban Előszállás önálló községgé vált. A ciszterci uradalom építteti fel a ma is használt községházát. Az első képviselő-testületi ülésen, 1928. április 28-án a község első díszpolgárának Werner Adolf zirci apátot választják meg. A közel négyezres új település vezetősége a kilencfős elöljáróságból (bíró, jegyző, törvénybíró, pénztáros, közgyám és tanácsbeli esküdtek), valamint 24, a lakosság által választott képviselőből állt. A villanyhálózat kiépítése 1931-ben indult. 1940-ben megalakult a helyi hegyközség, Hannig Sándor hegybíró és Jankovich Ignác hegyközségi elnök vezetésével. Ebben az időben a rendi elemi mellett két állami iskola működött a településen: az öreghegyi három, a daruhegyi kéttantermes volt. Az 1940-es években, részben az uradalom húszezer pengős adományából, ONCSA-házak épülnek a faluban.
1941-ben, amikor Magyarország belépett a második világháborúba, Előszállásról 190 cseléd és 180 aratómunkás vonult be. 1944 őszén megjelentek az első menekülő katonai alakulatok, majd megpihent a községben a mezőhegyei állami gazdaság nyugat felé vonuló állománya, illetve a békéscsabai, a nagykőrösi, a szatmárnémeti és a székelyföldi méntelep is. A mezőhegyesi gazdaság 180 Nóniusz lovát az uradalomban helyezték el, és itt kapott szállást 550 békéscsabai levente is, akik a szovjet hadsereg decemberi megjelenéséig répaszedőként dolgoztak. A frontvonal 1944. december 3-án érte el a települést; a szovjetek még aznap éjjel beköltöztek a rendházba, a kormányzónak meghagyott három szobába szorítva a teljes személyzetet. 1945 februárjában egy hétre az egész épületet kiürítették; valószínűleg erre az időszakra a dunántúli szovjet seregek főparancsnoka, Tolbuhin marsall szállt meg az épületben. A továbbvonuló csapatok kifosztották a gazdaságot: Hagyó-Kovács feljegyzései szerint 622 lovat, 1000 ökröt, 1000 tarka tehenet, 350 „magyar gulyabeli” állatot, 1400 növendék marhát, 8000 sertést, 8200 birkát és 480 vagon különféle terményt rekviráltak. A harcok után Előszálláson húsz polgári áldozat és csaknem 200 elesett katona maradt.

### A szovjetek bevonulása után

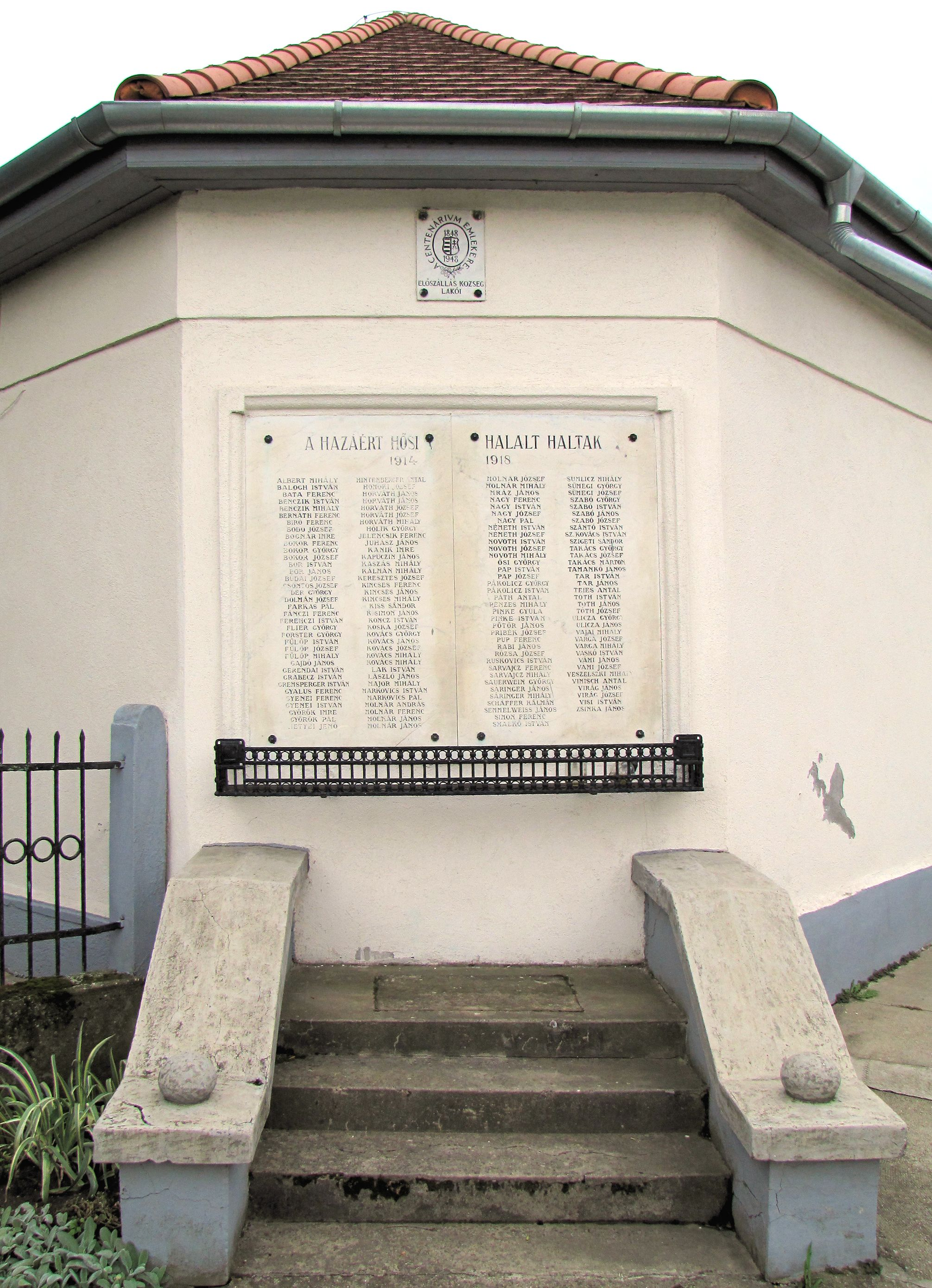
Az 1948-ban készített első világháborús emléktábla

1945. április 18-án megalakult a Nemzeti Bizottság: a Kisgazdapártot Virág István, Gergelyi Béla, Debreceni Sixtus Imre és Szilágyi István, a kommunistákat Vass Antal, Horváth Júlia, Juhász Ferenc és Kincses Ferenc, a földmunkásokat Hermann András szakszervezeti küldött képviselte. Szeptember harmadikán alakult újjá a községi képviselő-testület. 1945 tavaszán megindult a földosztás is: 888 igénylőnek összesen 12 712 kataszteri hold termőföldet osztottak ki. A rendházat a hozzá tartozó közvetlen területtel, valamint az uradalmi épületekkel együtt községi tulajdonnak nyilvánították.
Az Előszálláson maradó egyházi személyeket számos atrocitás érte. 1945 októberében a Daruhegy-Szőlőhegyen tartott KALOT-gyűlésre betörtek a helyi kommunisták és néhány parasztpárti, és hangosan szidalmazták a káplánt. Decemberben, egy, az éjféli misére tartó Kalot-legény keveredett konfliktusba két kommunista rendőrrel. 1946-ban helyi kommunista párttagok megverték Füz Balázs János segédlelkészt, aki épp a Katolikus Lánykör gyűlésére tartott. Hagyó-Kovács Gyula már nem tért vissza Előszállásra; helyét a korábbi segédkormányzó, Dózsa Márton vette át. 1949-ben ő kötött megállapodást a Miasszonyunk Kalocsai Nővérek több tagjának előszállási letelepítéséről. Ez nem lett hosszú életű; a rendtagok internálása 1950-ben megkezdődött, az előszállási rendházat 1952-53-ban sajátították ki végleg. Hagyó-Kovács ekkor már börtönben ült: az 1951-es Grősz-perben „népellenes magatartás” miatt, elsősorban a kormányzóként elkövetett jogsértésekre hivatkozva 13 évnyi büntetésre ítélték.
Az 1945 novemberében tartott országgyűlési választásokon Előszálláson a Kisgazdapárt 56,89%-ot, a Nemzeti Parasztpárt 28,27%-ot kap (a kommunisták csupán 4,93%-ot kaptak). 1947-ben hasonló arányok mellett a kommunista párt harmadik lesz, 10,10%-kal. 1947-ben kiépült a kövezett út Előszállás és nyolc kilométerre fekvő Nagykarácsony között; ugyanebben az évben a képviselő-testület jóváhagyta a nagykarácsonyiak önállósulásra vonatkozó kérelmét, de a folyamat véglegesen csak 1952-ben zárult le.
1949-ben megalakult a Szabadság Tsz., majd 1959-ben újabb három termelőszövetkezet jött létre, ezáltal a település szinte teljes lakossága tag lett. 1956-ra felépült az új általános iskola, majd nem sokkal később a művelődési otthon (ezzel párhuzamosan elbontották a tőle nem messze álló kálváriát). Az államosított rendházba nevelőotthon költözött. A falu életére nagy hatással lett a közelben felépülő Dunaújváros, amelynek acélműve illetve más gyárai az előszállásiak számára is fontos munkalehetőséget jelentettek.

### A közelmúlt és a jelen

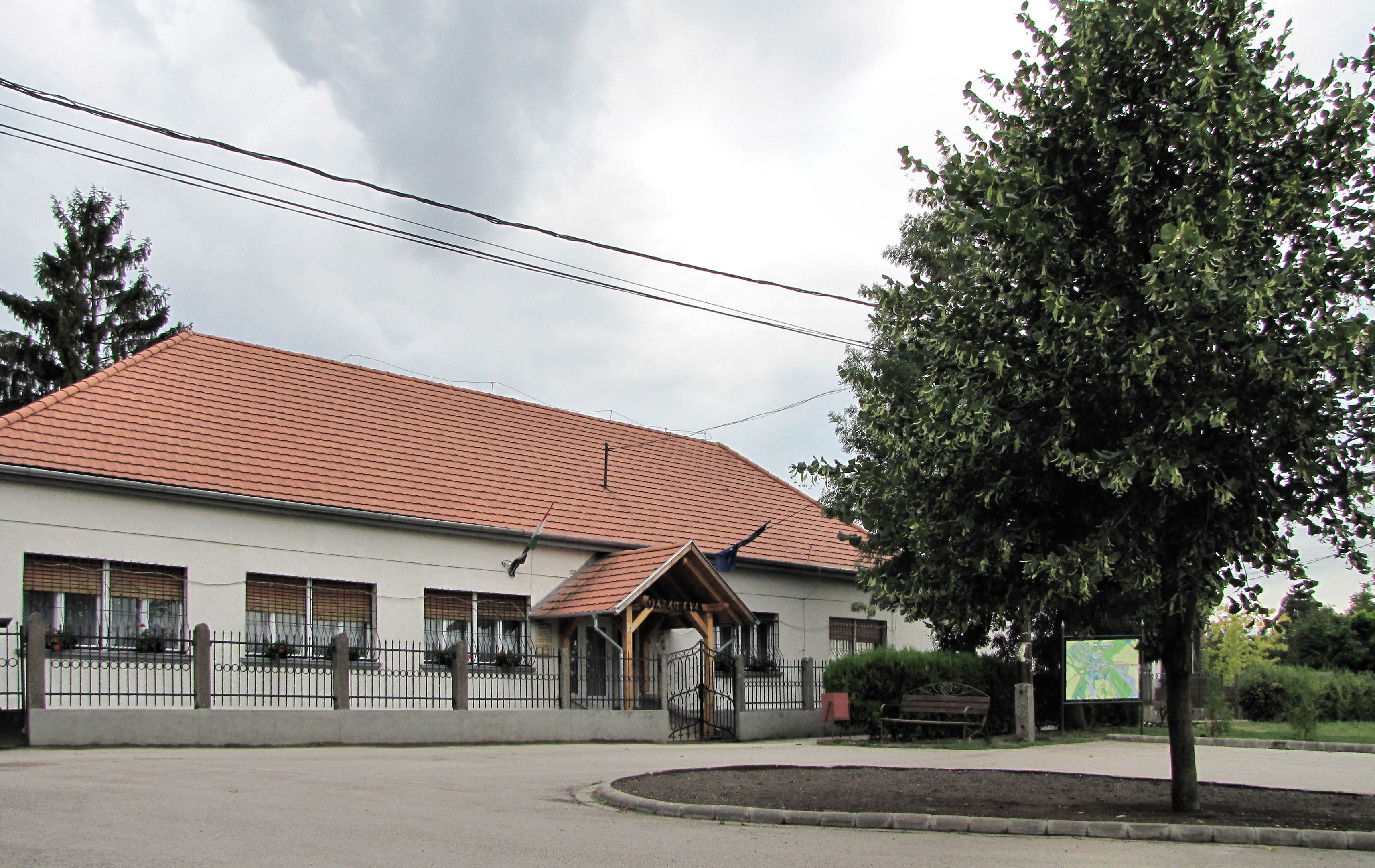
Az előszállási községháza

Az 1990 őszén lezajlott első szabad helyhatósági választásokat Előszálláson a falut már három éve tanácselnökként irányító Váradi István nyerte meg. 1990-ben felavatták a második világháborús emlékművet a temetőben, és ebben az évben adták át a kibővített óvodaépületet. A kilencvenes években kiépült a kábeltelevíziós- és a telefonhálózat. Az egykori rendház visszakerült a ciszterciek tulajdonába, miután a nevelőotthon kiköltözött; jelenleg üres. A 2002-ig Előszállás részét képező Daruszentmiklós a 2002. évi önkormányzati választásokkal önálló településsé alakult. 2009-ben megszűnt a személyszállítás a vasútvonalon, 2010 márciusában azonban megnyílt a település határában vezető M6-os autópálya. Előszállás évek óta részt vesz a LEADER-programban is; ezt a falu határában kihelyezett táblák jelzik. A településen polgárőrség működik.

## Közigazgatása
Bár régebb óta lakott hely, Előszállás önálló községként 1928-ban jött létre, Előszállás, Róbertvölgy, Nagykarácsonyszállás, Kiskarácsonyszállás és Ménesmajor puszták, valamint Előszállás, Daruhegy és Nagykarácsony szőlőhegyek leválásával Hercegfalva (ma Mezőfalva) településről. 1946-ban Nagykarácsonyszálláson külterületi jegyzőség kezdett működni, majd 1952-ben Előszállás területéből leválva Kiskarácsonyszállás, Nagykarácsonyszállás, Nagykarácsonyi szőlőhegy, Ménesmajor és Nagygyörgyszállás önálló községgé alakult, Nagykarácsony néven. 1954-ben Előszálláshoz csatolták Baracstól a Bánomtelep, Dánielpuszta és Virághegy nevű külterületeket, 1969-ben pedig Kisszentmiklóst és Piripócstelepet is. 2002-ben ezek, valamint Daruhegy önálló településsé alakultak Daruszentmiklós néven.

## Közélete

### Polgármesterei
| Név                      | Jelölő szervezet | Terminus  | Forrás                                    | Megjegyzések |
| ------------------------ | ---------------- | --------- | ----------------------------------------- | --- |
| Váradi István            | független        | 1990–1996 | Az 1990-es választási eredmények:         | A rendszerváltás előtt, 1987-től három éven át tanácselnökként is vezette a települést. 1996-ban elhunyt.                        |
| Váradi István            | független        | 1990–1996 | Az 1994-es választási eredmények:         | A rendszerváltás előtt, 1987-től három éven át tanácselnökként is vezette a települést. 1996-ban elhunyt.                        |
| Vaskó Ilona              | független        | 1996–1999 | Az 1996-os időközi választási eredmények: | 1996-ban időközi választáson választották polgármesterré, majd 1998-ban újraválasztották. 1999-ben családi okok miatt lemondott. |
| Vaskó Ilona              | független        | 1996–1999 | Az 1998-as választási eredmények:         | 1996-ban időközi választáson választották polgármesterré, majd 1998-ban újraválasztották. 1999-ben családi okok miatt lemondott. |
| Szoboszlainé Huszár Anna | független        | 1999–2002 | Az 1999-es időközi választási eredmények: | 1999-ben időközi választáson választották polgármesterré.                                                                        |
| Joó István               | független        | 2002–2010 | A 2002-es választási eredmények:          | |
| Joó István               | független        | 2002–2010 | A 2006-os választási eredmények:          | |
| Farkas Imre              | független        | 2010–2024 | A 2010-es választási eredmények:          | |
| Farkas Imre              | független        | 2010–2024 | A 2014-es választási eredmények:          | |
| Farkas Imre              | független        | 2010–2024 | A 2019-es választási eredmények:          | |
| Kanik Péter              | Fidesz-KDNP      | 2024–     | A 2024-es választási eredmények:          | |

1999. december 12-én azért kellett Előszálláson időközi polgármester-választást tartani, mert az előző polgármester néhány hónappal korábban lemondott tisztségéről.
A településen a 2002. október 20-án megtartott önkormányzati választás érdekessége volt, hogy az országos átlagot jóval meghaladó számú, összesen 7 polgármesterjelölt indult. Ilyen nagy számú jelöltre abban az évben az egész országban csak 24 település lakói szavazhattak, ennél több (8 vagy 10) aspiránsra pedig hét másik településen volt példa.

## Demográfiai adatok
A 2010-es adatok szerint 952 lakás van a nagyközségben, km²-enként átlagosan 23,81. A 2011-es népszámlálás szerint a 2167 fős lakosságnak etnikailag 96,47% magyar, a legnagyobb kisebbség pedig roma (1,99%) volt. A lakosság többsége római katolikus (43,93%), felekezeten kívüli (24,46%) vagy ismeretlen vallású (24,58%), kis részük református (4,47%) vagy más vallású (2,56%) volt.
2022-ben a lakosság 90,3%-a vallotta magát magyarnak, 2% cigánynak, 0,4% németnek, 0,1-0,1% románnak, ruszinnak és ukránnak, 1,6% egyéb, nem hazai nemzetiségűnek (9,6% nem nyilatkozott; a kettős identitások miatt a végösszeg nagyobb lehet 100%-nál). Vallásuk szerint 28,8% volt római katolikus, 3,9% református, 0,2% görög katolikus, 0,1% evangélikus, 0,9% egyéb keresztény, 1,6% egyéb katolikus, 28,2% felekezeten kívüli (36,3% nem válaszolt).

### A népesség alakulása
A település népessége az elmúlt években az alábbi módon változott:
| Lakosok száma |      | 845  | 2911 | 4156 | 3752 | 3631 | 2602 | 2365 | 2220 | 2394 |
|               | 1594 | 1838 | 1900 | 1944 | 1960 | 1990 | 2003 | 2013 | 2021 | 2024 |

- 1594: 0 fő
- 1773: 366 fő
- 1783: 425 fő
- 1838: 845 fő
- 1870: 1456 fő
- 1880: 1749 fő
- 1900: 2911 fő
- 1930: 3680 fő
- 1941: 3880 fő
- 1944: 4156 fő
- 1945: 3876 fő
- 1949: 5024 fő
- 1960: 3752 fő (Nagykarácsony önállósodása miatt)
- 1970: 4346 fő (az előző évi területátcsatolások miatt)
- 1980: 3988 fő
- 1990: 3631 fő[32]
- 2001: 3884 fő[33]
- 2002: 3889 fő[33]
- 2003: 2602 fő[33] (Daruszentmiklós önállósodása miatt)
- 2010: 2218 fő
- 2011: 2376 fő
- 2013: 2365 fő
- 2014: 2307 fő
- 2015: 2309 fő
- 2018: 2302 fő (Előszállási népszámlálás)

## Gazdasága

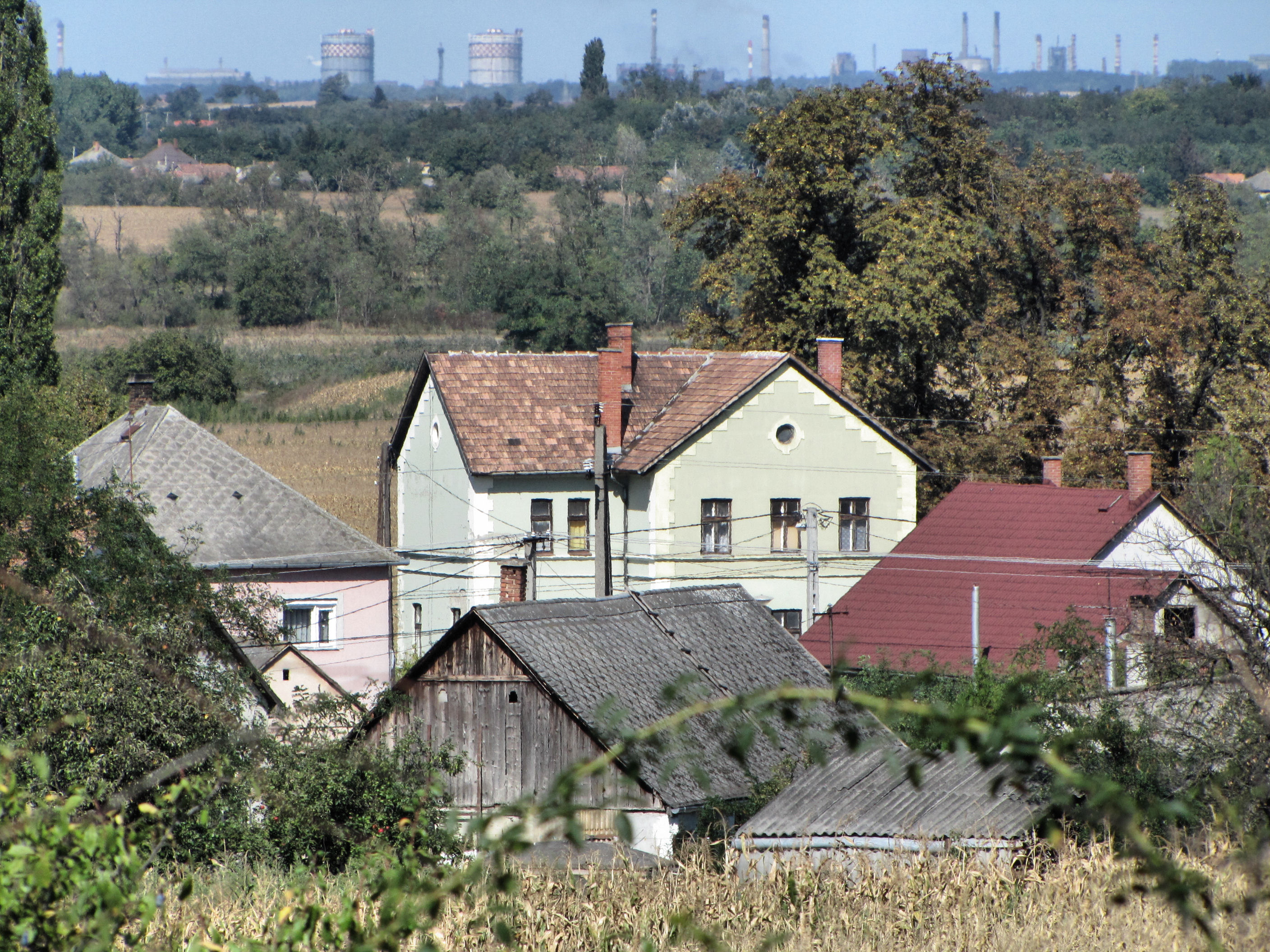
A vasútállomás épülete és hátterében Dunaújváros gyárkéményei

A két világháború között az előszállási ciszterci uradalom Magyarország egyik legjobban jövedelmező gazdasága volt. A második világháború után az uradalom birtokait államosították, jelentős részüket a földosztással a helyi gazdák és cselédek birtokába juttatták. Ezek bevonásával a településen két hullámban termelőszövetkezetek alakultak, amelyek a rendszerváltást követően széthullottak. Előszállás ma is alapvetően mezőgazdasági jellegű település, bár a lakosság jelentős részét a közeli Dunaújváros gyárai, ipara foglalkoztatja.

## Jelképei
Előszállás címerét egy 1997-ben alkotott rendelet határozza meg. Címerpajzsa ovális, körben szalagdísszel; a belső rész függőleges és vízszintes hatrészes osztással. A szalagdíszen körben a „PRAEDIUM ELŐSZÁLÁS” felirat olvasható. Alul balra búzakalász-koszorú, jobbra szőlővessző-koszorú helyezkedik el. A belső mezőkben baloldalt fent három nádszál, alatt a ciszterci rend címere látható; a legalsó mező üres. Jobboldalt fent szőlőtőke, alatta őrdaru, a legalsó mező szintén üres. A függőleges elválasztó vonal felső végén kehely ábrája, a kehely felett a szalagdíszen csillag. A címerpajzs alatt vízszintes ívelt szalagon az „ELŐSZÁLLÁS NAGYKÖZSÉG” felirat olvasható. A címer színezete: homokszín alapon fekete rajzolat.
Előszállás zászlajának alapja 1:2 arányú téglalap; a zászló piros-fehér csíkos Árpád-sávos zászló, középen a címerrel.

## Nevezetességei

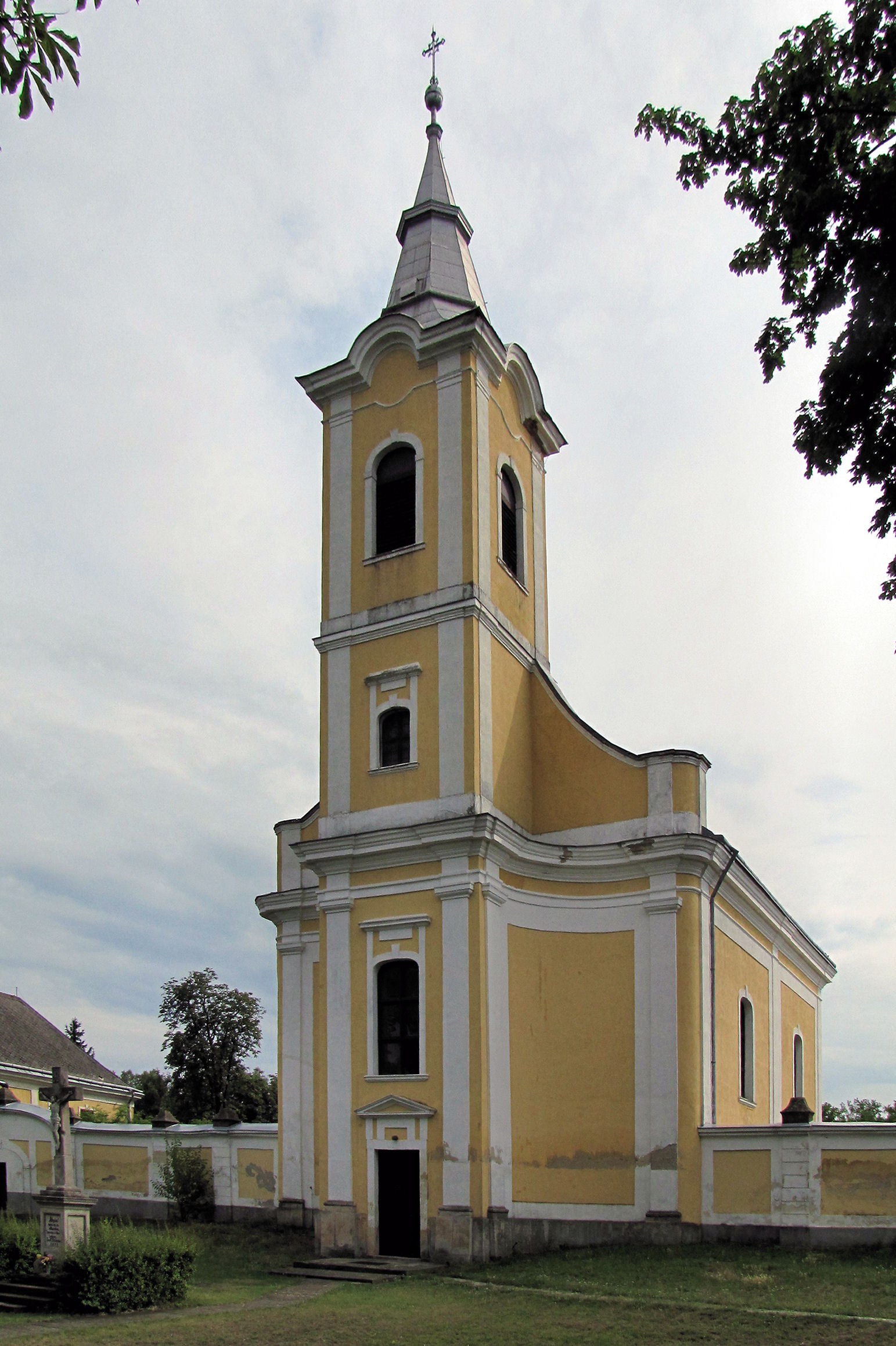
A római katolikus templom

### Kisboldogasszony római katolikus plébániatemplom
1778-79-ben épült, szabadon álló barokk épület. Órapárkányos, gúlasisakos középtornya a homlokzat elé lép, kétszakaszos hajóját csehsüvegboltozat fedi, erőteljes kettős pilaszteres faltagolással, keskenyebb, egyszakaszos, félköríves záródású szentéllyel, amelyhez bal felől sekrestye csatlakozik. A bejárat fölött háromnyílású, kihasasodó orgonakarzat, mellvédjén kovácsoltvas korláttal. Az oszlopos, párkányzatos főoltár kőből épült, faburkolattal, kétfelől Zakariás és Erzsébet faszobraival, oromzatán angyalokkal kísért, sugár- és felhőkoszorúval övezett Mária-monogram. A koporsó alakú stipesen oszlopokon álló, félköríves kupolával fedett tabernákulum áll. Az ismeretlen festőtől származó főoltárkép Mária születését, az egykorú mellékoltárképek Szent Józsefet és Szent Bernátot ábrázolják. (A főoltárkép valószínűleg Tschöke Bernát, 1783-1793 között előszállási jószágkormányzó ajándéka, erre utal az alatta elhelyezett tábla felirata: „1788. A. R. P. B. T.”.) A bal oldali diadalívpilléren szószék, mellvédjén a Magvetőt ábrázoló domborművel. Szemben, a keresztelőkút felett a szószékhez hasonló részletképzésű, baldachinos szoborcsoport, Krisztus keresztelését ábrázoló jelenet, fehér és részben aranyozott, körülbelül fél életnagyságú alakokkal. A barokk padok és sekrestyeberendezés mellett figyelemreméltóak a 19. század első feléből származó gyóntatószékek is.
A diadalív csúcspontján latin feliratos kronosztikon látható, feliratából az 1779-es évszám olvasható össze.
CVM
gaVDIo ortus
VIrgInIs beatae
CeLebratur

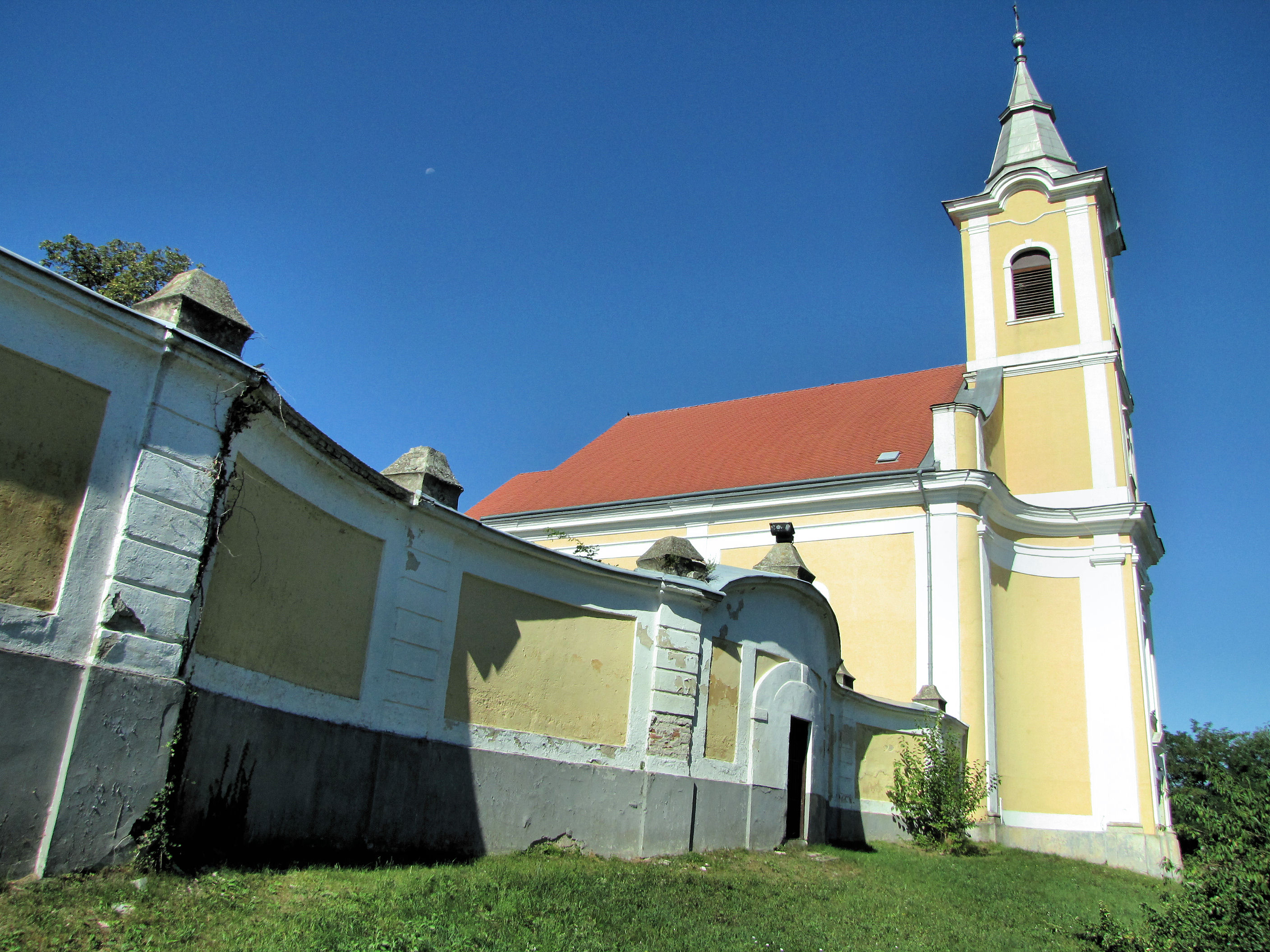
A templom a rendház kerítésével

A kronosztikont leszámítva a templombelső eredetileg fehérre volt meszelve. A ma látható neobarokk falképeket 1913-ban Kuczka Mihály székesfehérvári festő készítette. Az orgona a Rieger-gyárban készült 1911-ben, 1939-ben renoválták. A toronyban két harang lakik, a régebbit 1766-ban Johann Brunner, az újabbat 1980-ban Gombos Lajos öntötte. Itt őriznek emellett egy 1932-ben a görögországi Láriszában öntött harangot is, amely a hagyomány szerint a dunaföldvári rév jelzőharangja volt. 1952-ben készült a ma is látható kapurács, és ugyanebben az évben helyezték el a templomban a Máriahegyi János készítette keresztúti képeket.
Aggházy Mária szerint a templom hullámzó, változatos téralakítása még a barokk hagyományait követi, bizonyos részletformák mint a kapu záró timpanonjának fogrovatai, vagy belül a gazdagon tagolt párkányok gerendavégződései már a klasszicizmust jelzik.
A templomot először 1839-ben tatarozták, erre utal a főoltárkép alatt elhelyezett felirat. 1923-ban, Wéber Márton jószágkormányzósága alatt új tetőt kapott; valószínűleg ekkor cserélték a torony zsindelyes hagymakupoláját a jelenlegi gúlasisakra (a régiről egyetlen 1896-os fénykép árulkodik.) 1933-ban már Hagyó-Kovács Gyula idején külső tatarozás zajlott. 1939-ben restaurálták az oltárképeket. A legutóbbi felújítás során, a kétezres években az épület új cserépfedést kapott, és kívül-belül megújult. 2002-2004 között a belső falképeket, valamint az oltárképeket is felújították.

### Volt ciszterci rendház
1765-ben épült, szabadon álló, emeletes, alápincézett, L-alaprajzú barokk épület, sátortetővel. Főhomlokzata 4+1+4 osztású, enyhe kiugrású középrizalittal, amelyen félköríves záródású, kőkeretes kapu nyílik. Az emeleti részt a kapu fölött kettős ablak díszíti, alatta egykor a rend címere volt látható. Az épület mögött földszintes gazdasági szárnyakkal bezárt udvar található, a szomszédos templommal pedig hullámos vonalú, falazott és vakolt kerítés köti össze. Kapualja boltozott, néhány helyiségben szerény stukkódíszítés látható. A lépcsőházban barokk vonalú fakorlát; az egykor itt levő barokk Diogenész-szobor ma a Magyar Nemzeti Galériában található.
Az Előszálláson „kastély” néven ismert emlegetett rendház az uradalom jószágkormányzójának székhelyeként, a gazdasági apparátus központjaként, illetve nyugalmazott rendtagok szállásaként is működött. Az 1930-as években felújították, valószínűleg ekkor készült a tető palafedése és a földszint sávozott vakolata, amely korábbi fényképeken nem látható. 1949-ben elvették a rendtől, 1950-től az 1990-es évek közepéig állami gondozott gyerekek nevelőotthonaként működött. Ezt követően visszakerült a rend tulajdonába, jelenleg üres. Az egykor hozzátartozó, gazdag növényzetű „Cifrakertet” jelenleg újra gondozza a faluközösség, egykori üvegháza azonban nyom nélkül elpusztult.

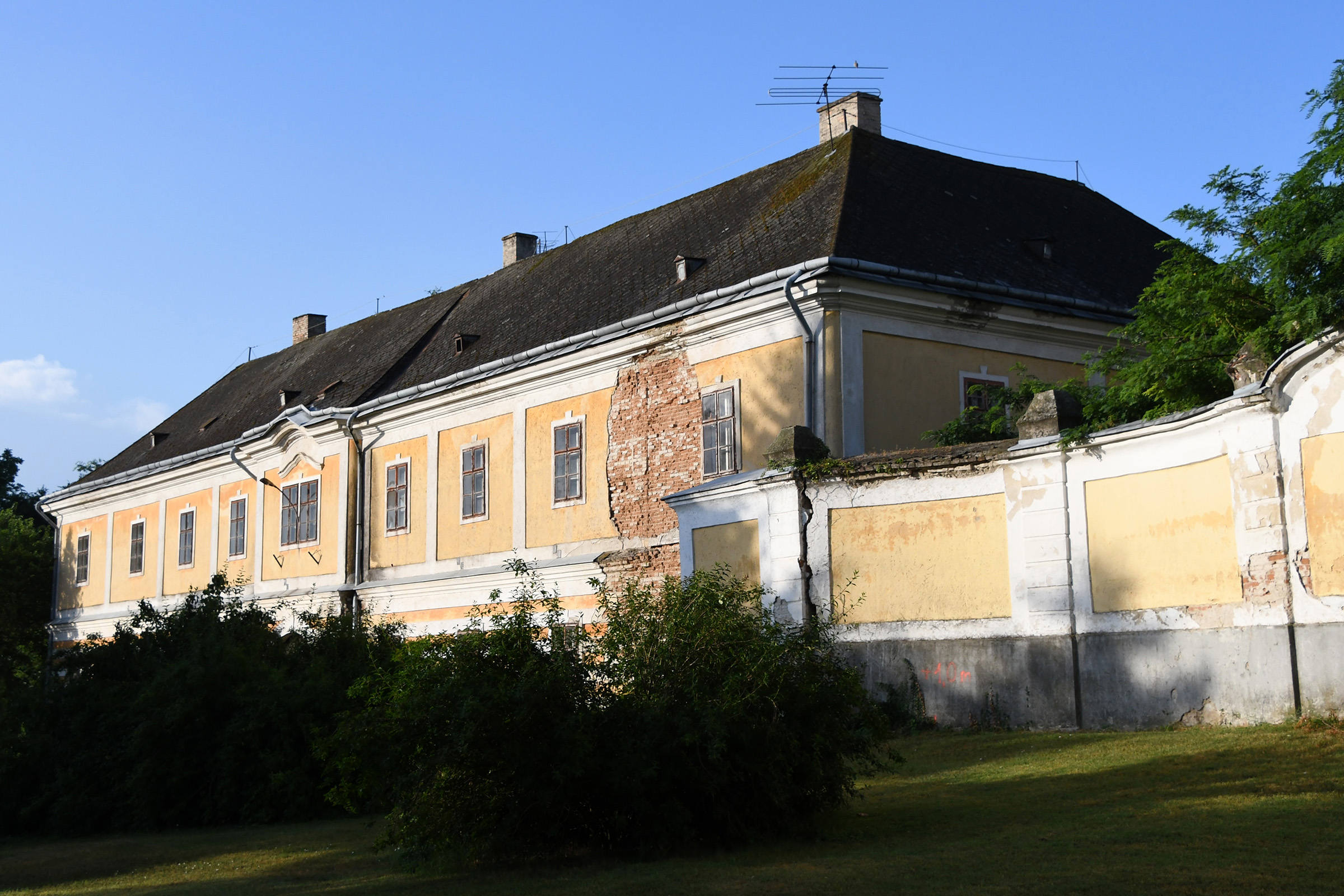
A hajdani ciszterci rendház
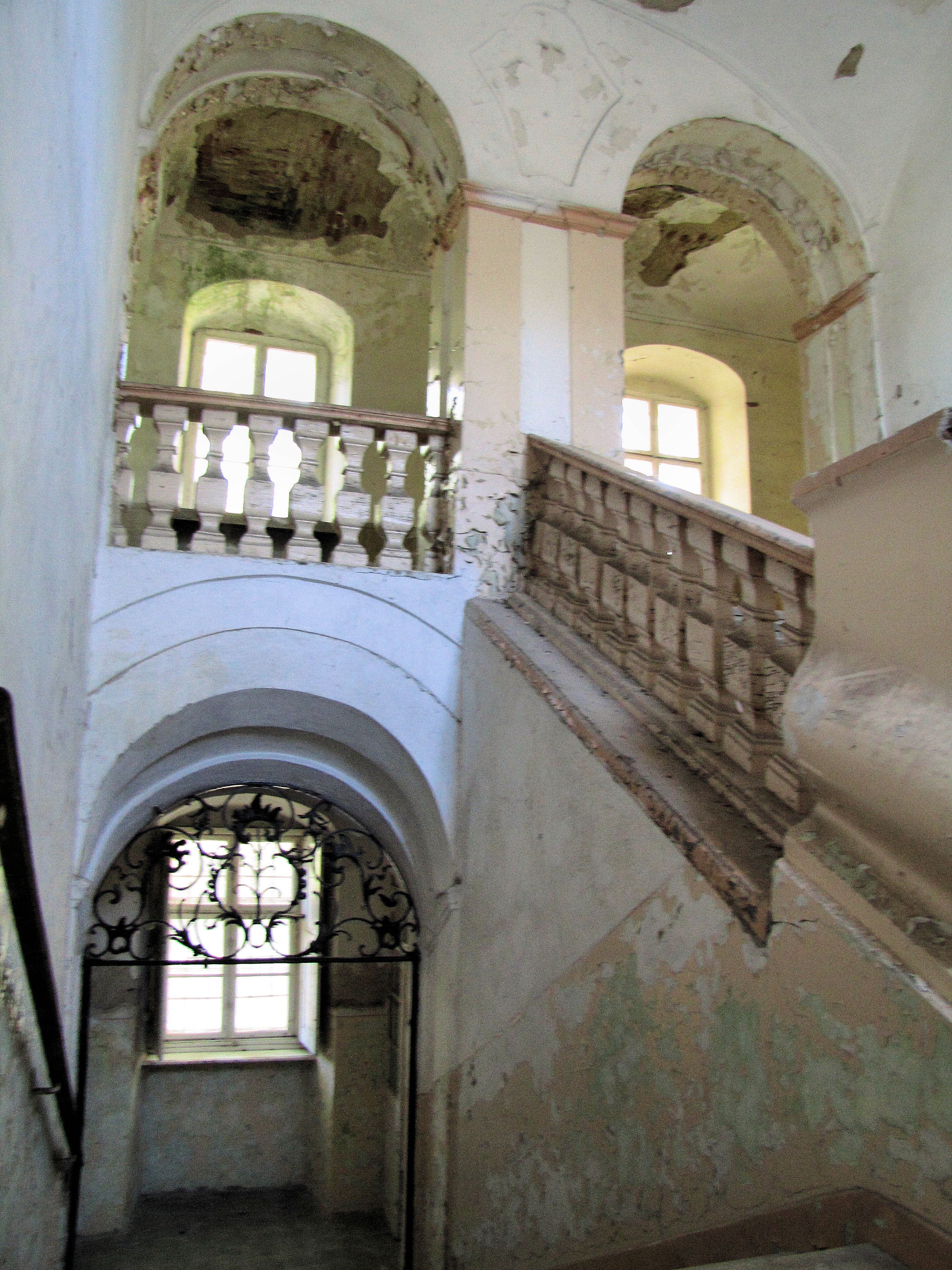
Lépcsőház
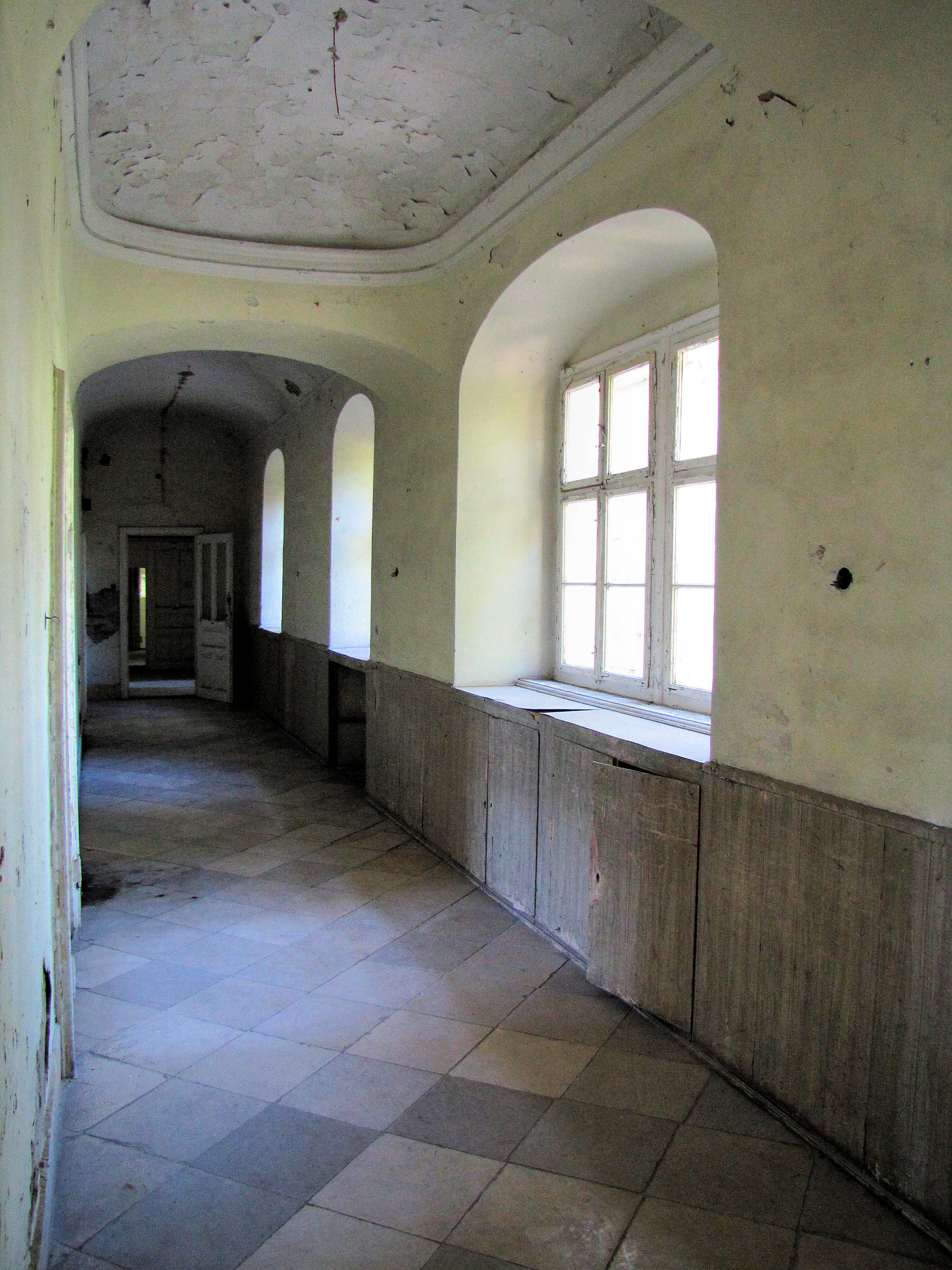
Folyosó
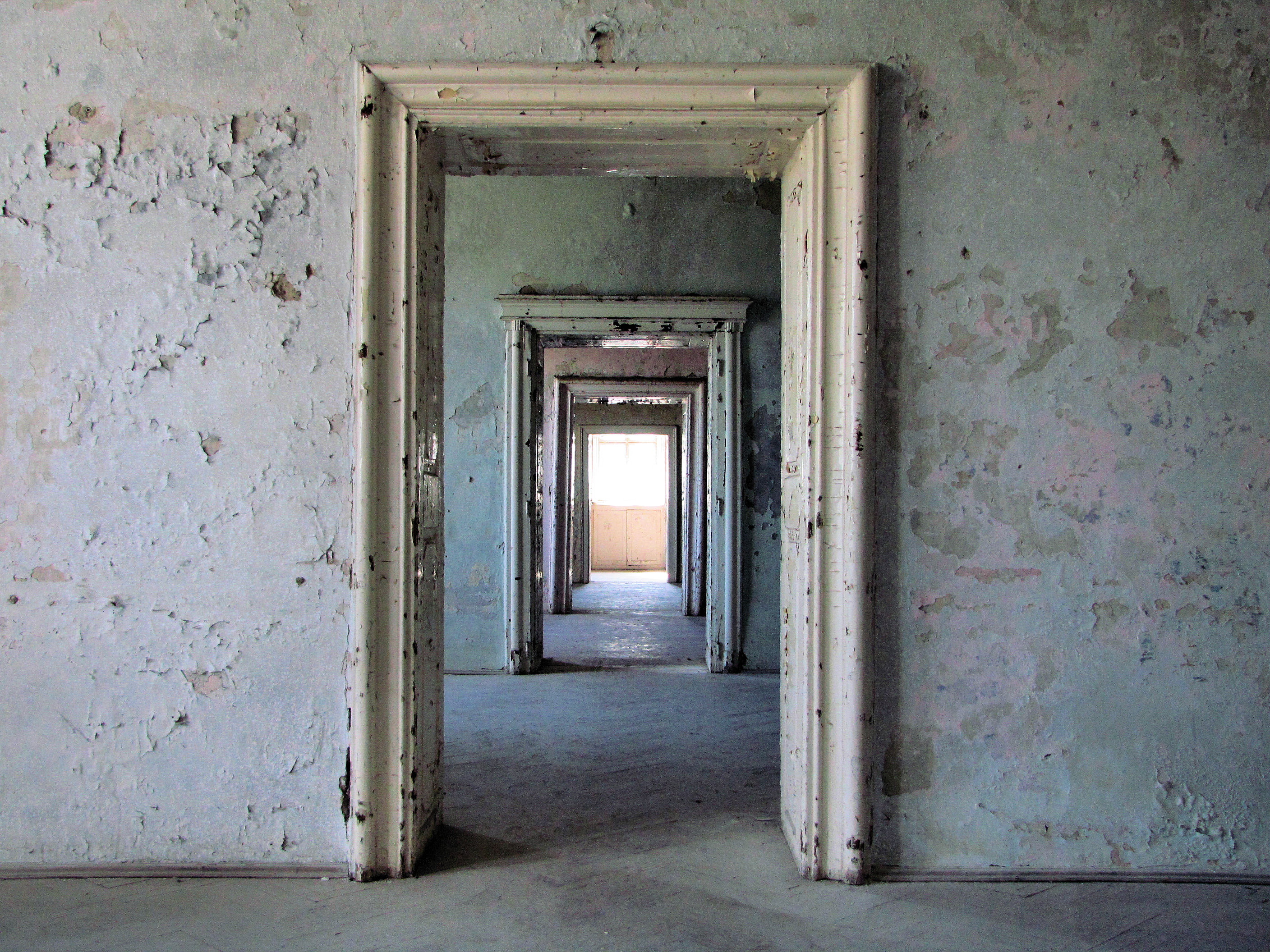
Teremsor
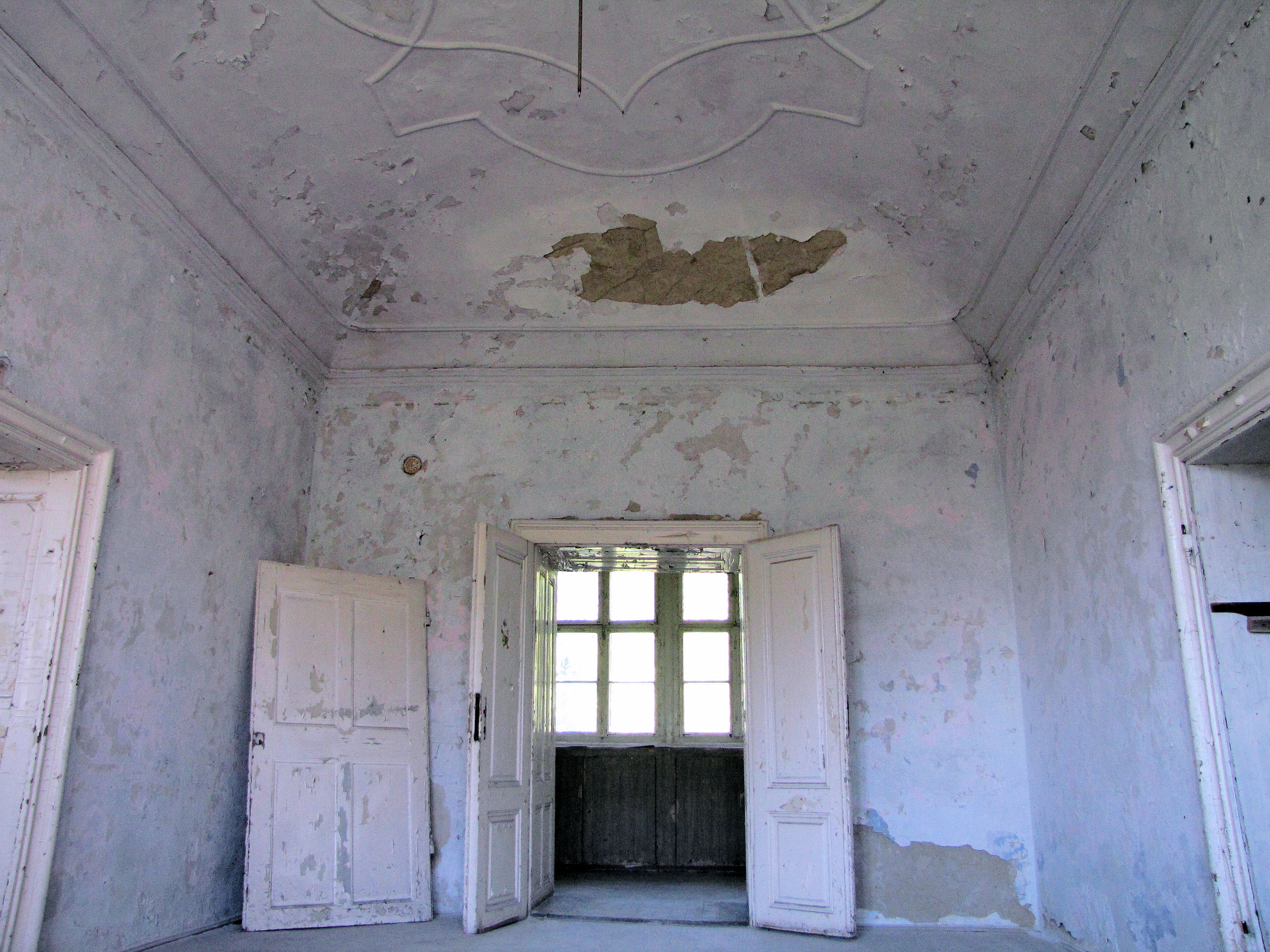
Egy szoba a rendházban
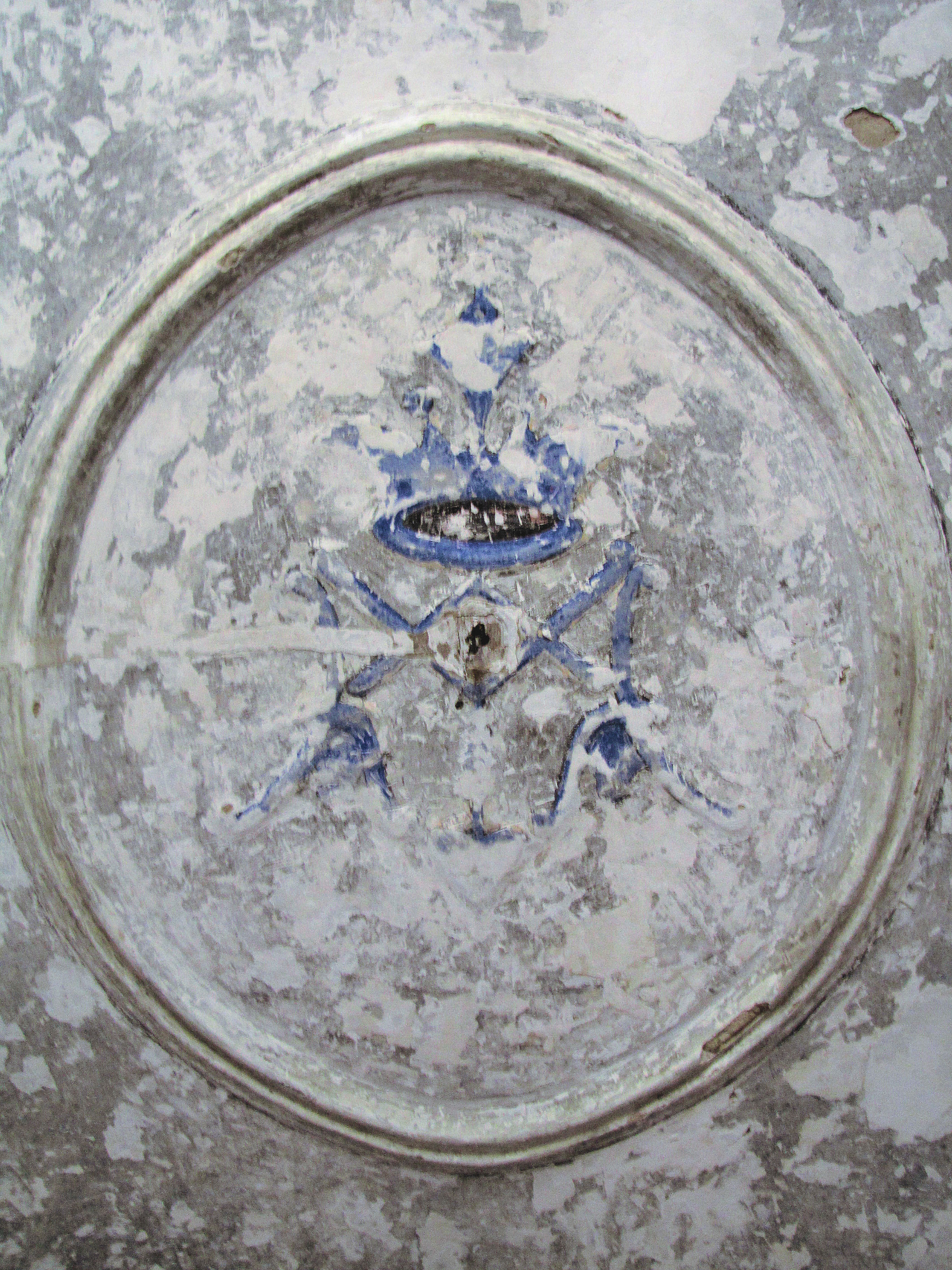
Mária-monogram maradványa az egyik szoba mennyezetén
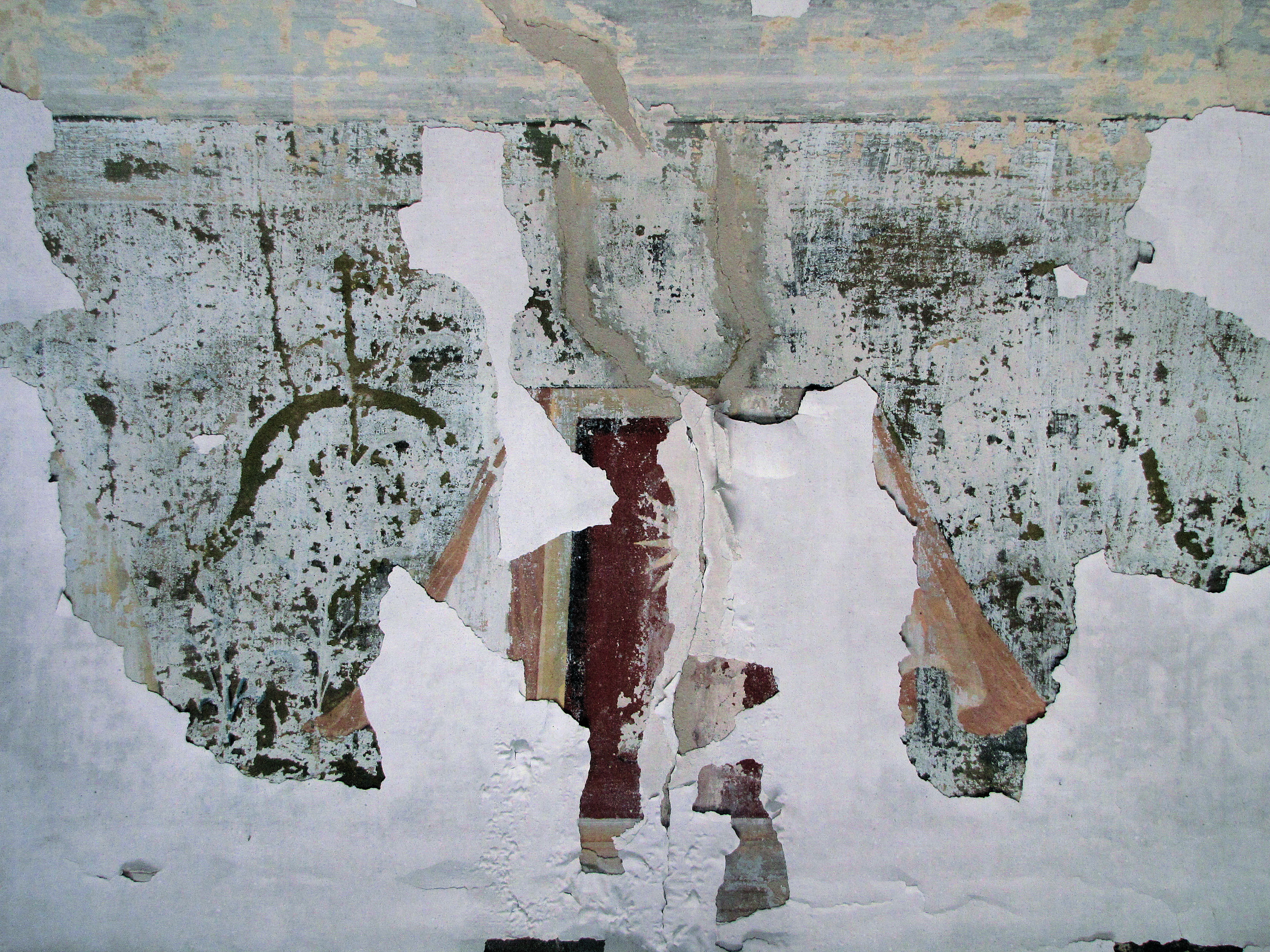
Falfestmény maradványa a jószágkormányzói szobában
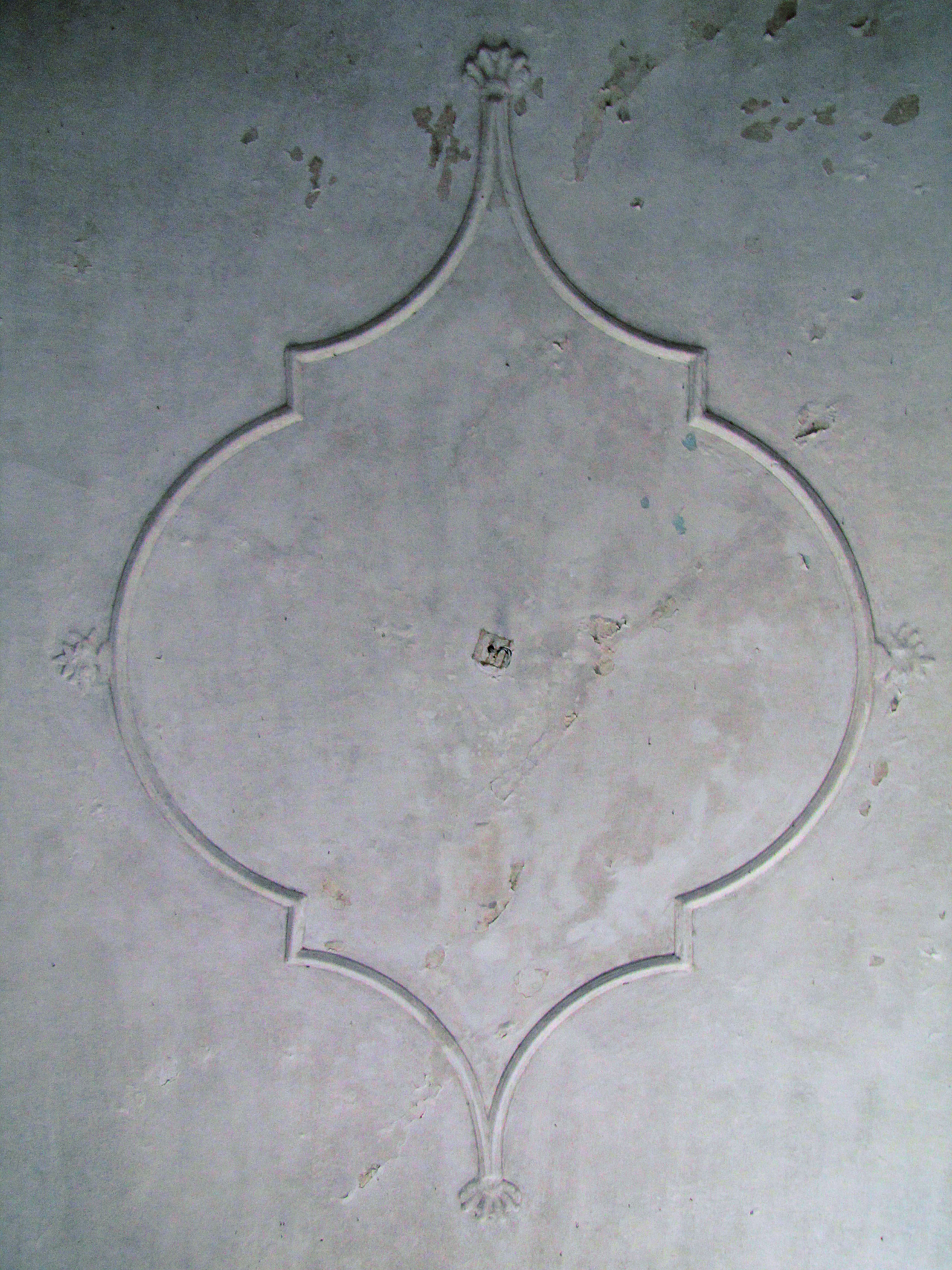
Barokk mennyezeti stukkó
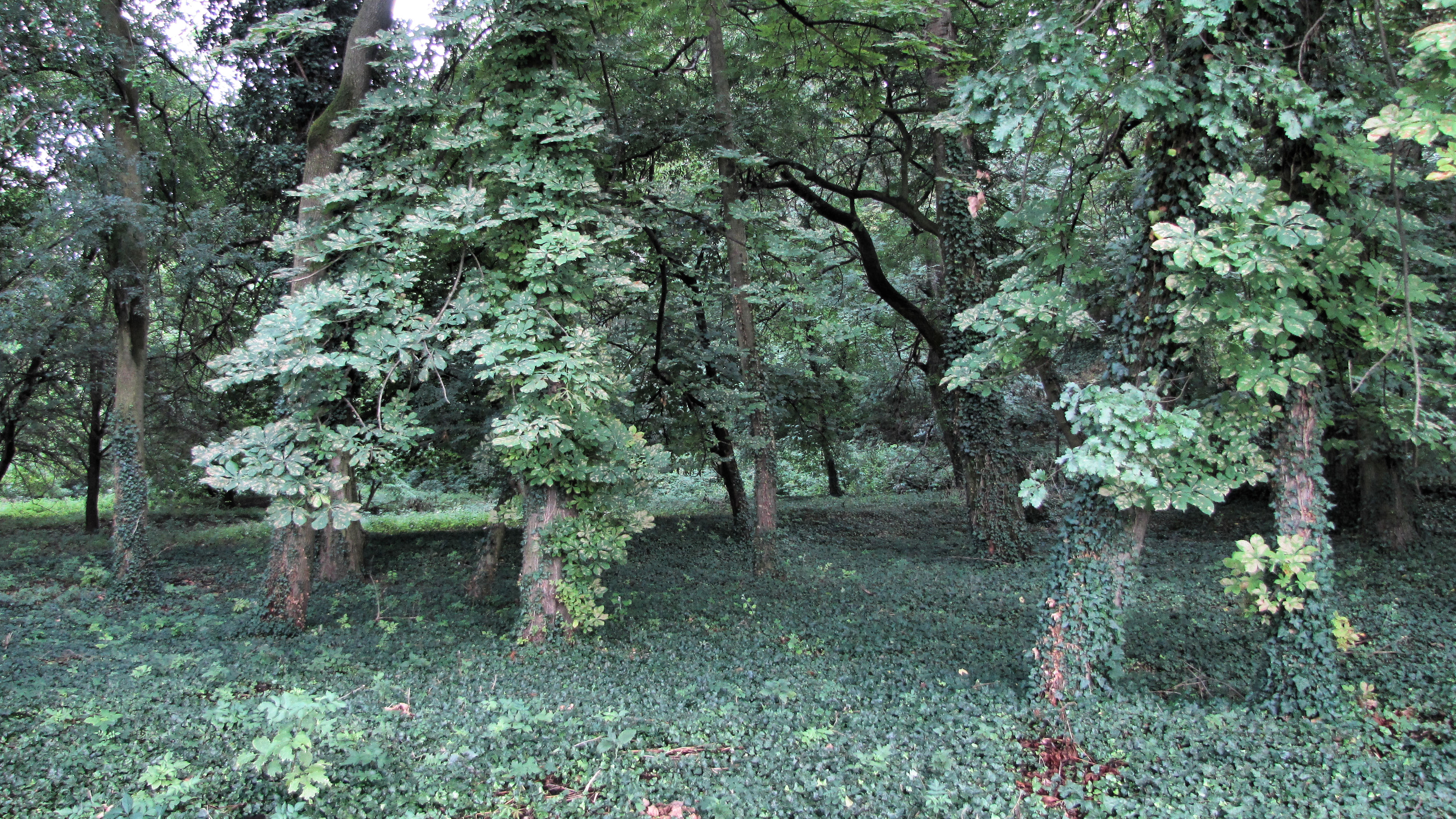
Cifrakert (az egykori kastélykert)

### Egykori uradalmi épületek

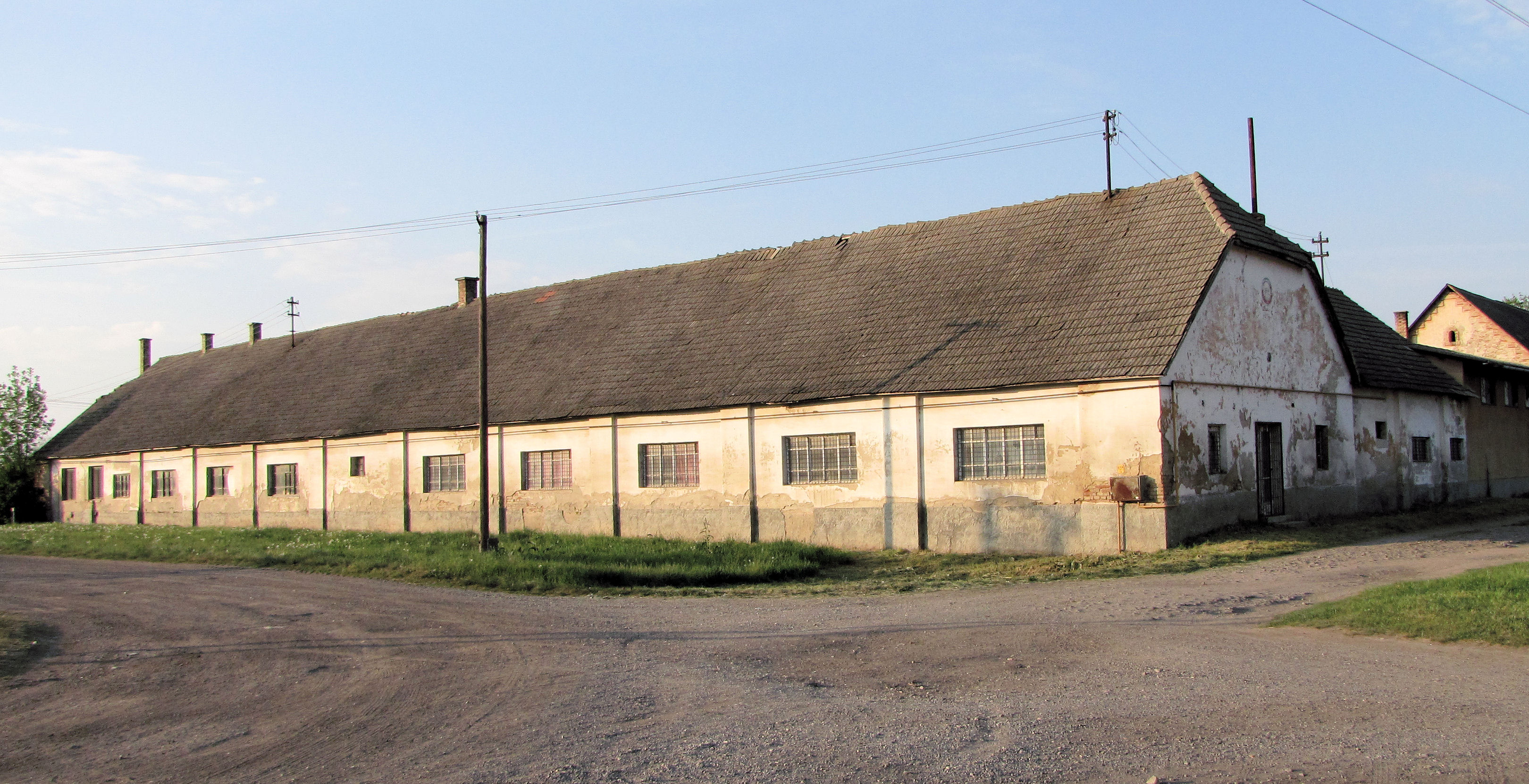
Az 1844-ben épült birkaistálló

A nagy kiterjedésű ciszterci uradalom számos gazdasági épülete ma is áll. Előszállás-Róbertvölgyben nagyobb részt üresen, elhanyagolt állapotban megtalálható az 1850-ben felépült „kastély”, amelyben az ispánok és a gazdatisztek laktak. A domboldalon épült, főhomlokzatán emeletes, hátul földszintes épület homlokzata 1+1+1 osztású, földszintjén kőkeretes kapu látható eredeti faajtóval.
Előszállás belterületén is több egykori gazdasági épület található. A „Bagolyvár” a 18. század végéről származik, később a termelőszövetkezet raktáraként hasznosították. Ugyanebből az időszakból való a helyi téglából épült, háromszintes, vakolatarchitektúrás magtár is, homlokzatán napórával. Az egykori tiszttartóházban, a templom mögött jelenleg idősek otthona működik. A mai pálinkafőzde, illetve az előtte látható, a harmincas években megerősített kőhíd ugyancsak a 18. század végéről származik. A temető mellett álló, a homlokzatán olvasható évszám alapján 1844-ben épült birkaistálló jelenleg műhely- és raktárépület. Két, az 1880-as évekből származó gazdasági épület áll a Daruszentmiklóshoz tartozó Gulyamajor területén is.
A jelenleg Teleházként hasznosított, falazott tornácos, kúriaszerű épület a Bem József utca 1. szám alatt szintén az uradalmi időkben épült, korábban az uradalmi állatorvos lakása volt.

### Kőkeresztek, szobrászati emlékek
A település területén tucatnyi, javarészt a 19-20. század fordulójáról származó kereszt áll. A legrégebbit a templom előtt 1857-ben állították. A báránytelepi 1879-ből, a Petőfi Sándor utcai és az Árpád utcai 1900-ból származik. A temetőben több 19. századi sírkő mellett említést érdemelnek az egykor itt élő szerzetesek és uradalmi alkalmazottak síremlékei: itt nyugszik Keller Kelemen jószágkormányzó (1788–1845), Szabó Chrysostom jószágkormányzó (+1848), Bula Theofil Mihály (1809–1893), Kéry Vidor Ignác jószágkormányzó (1853–1905) és Horváth Simon lelkész. A Nepomuki Szent János-szobrot, amelyet 1817-ben említenek először, a II. világháború után lerombolták, akárcsak az 1818-ban épített kálváriát.

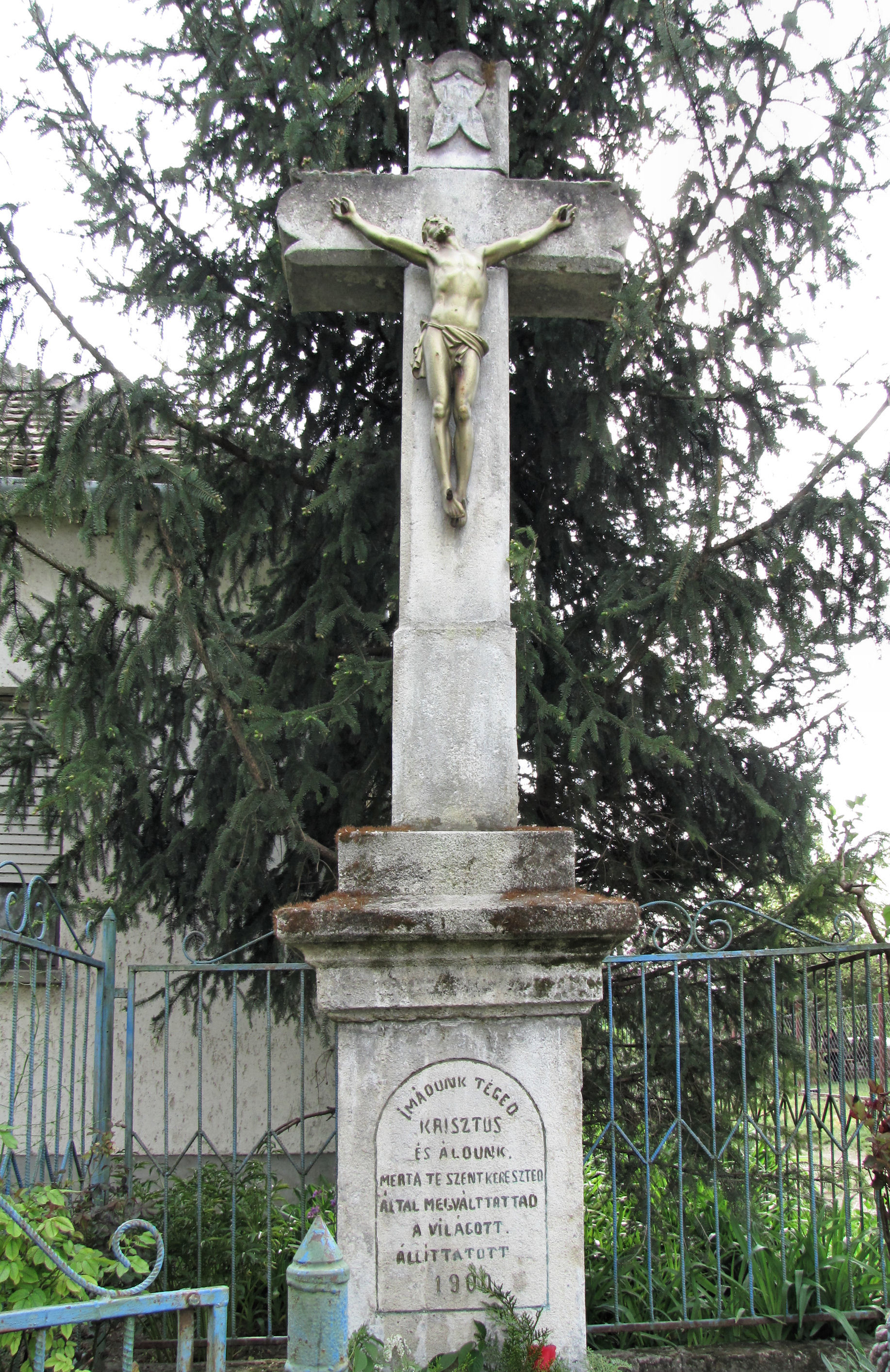
Kőkereszt az Árpád utcában
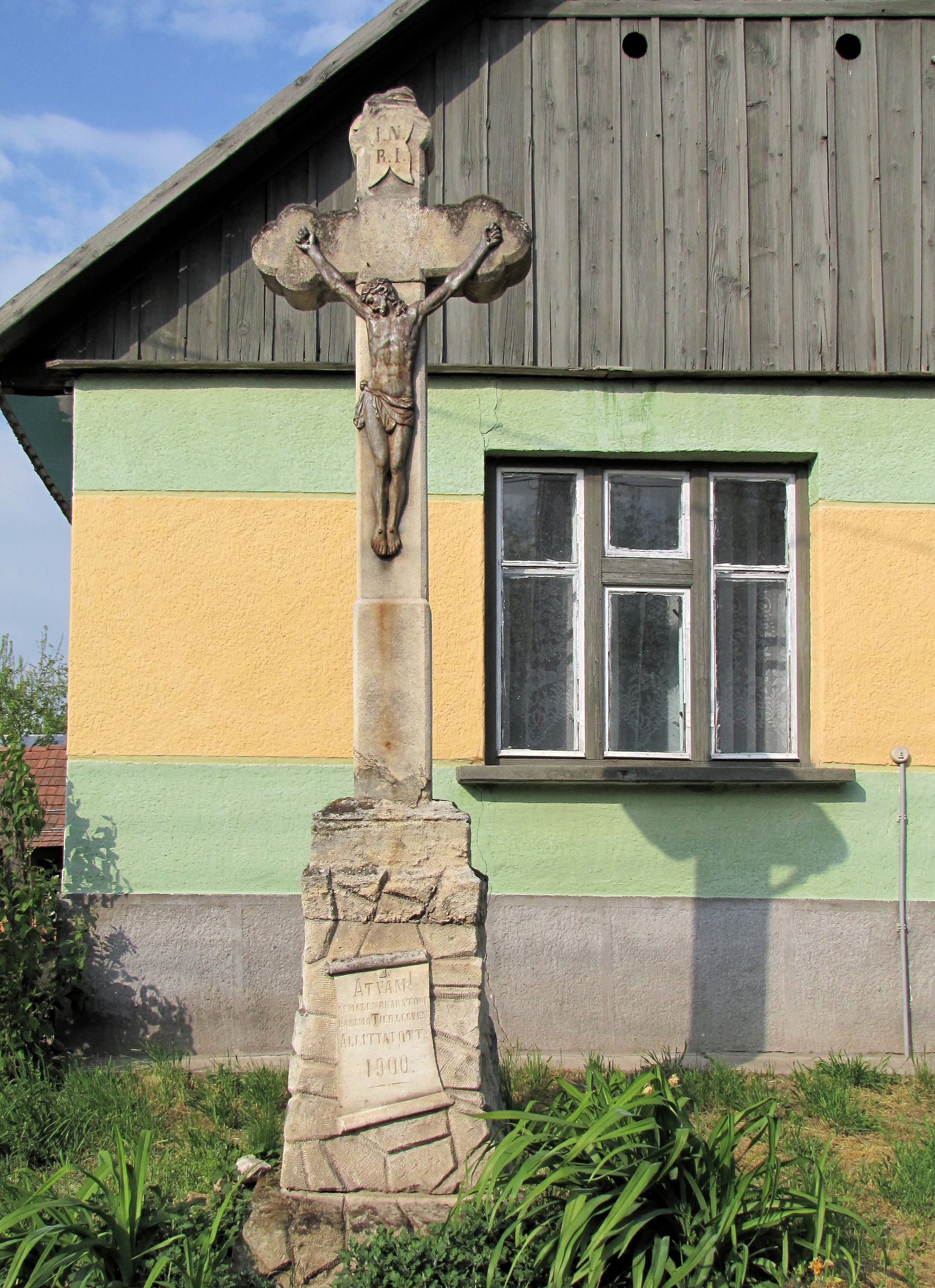
Kőkereszt a Petőfi utcában
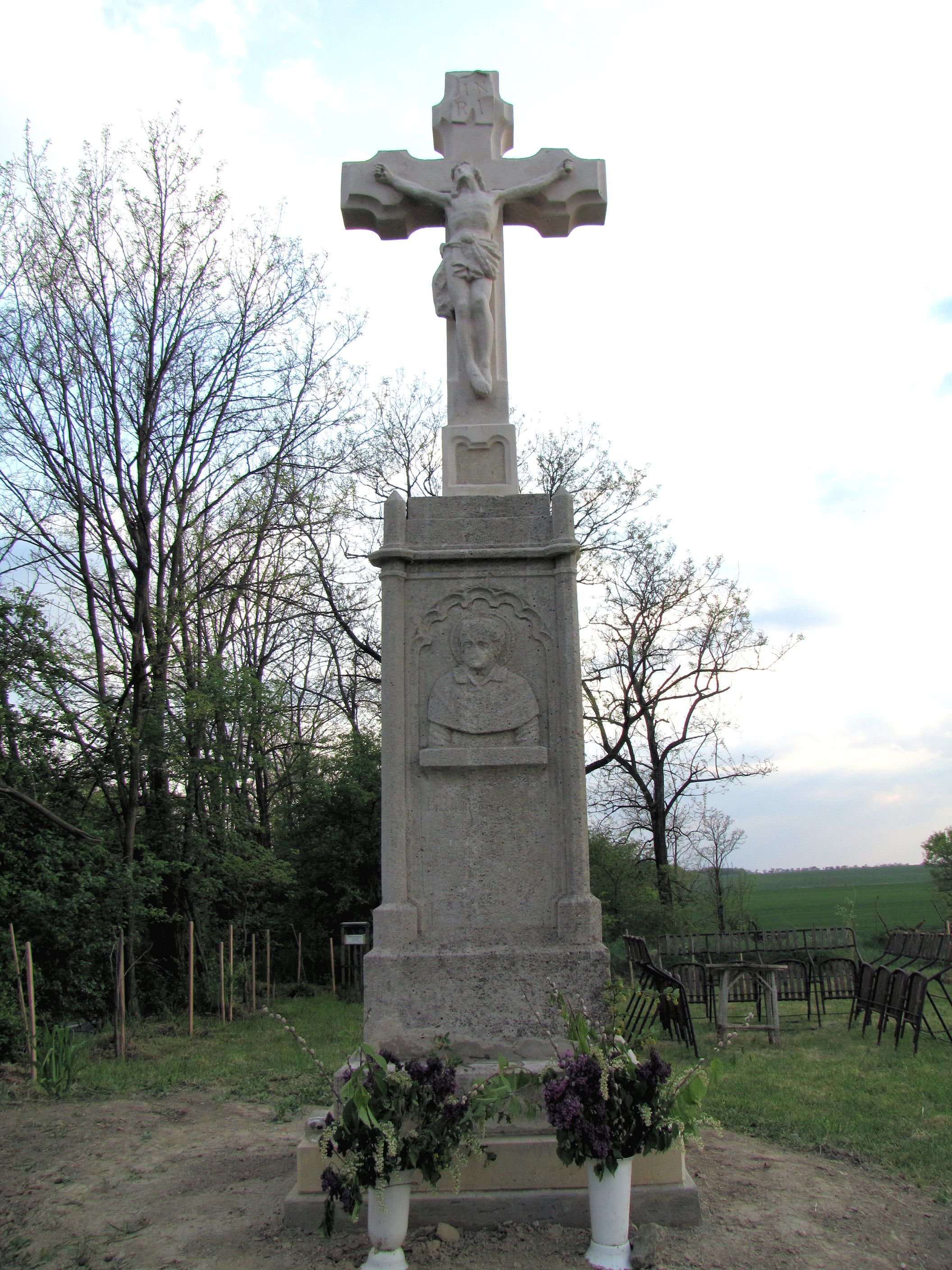
A róbertvölgyi kereszt a 61-es főút mentén
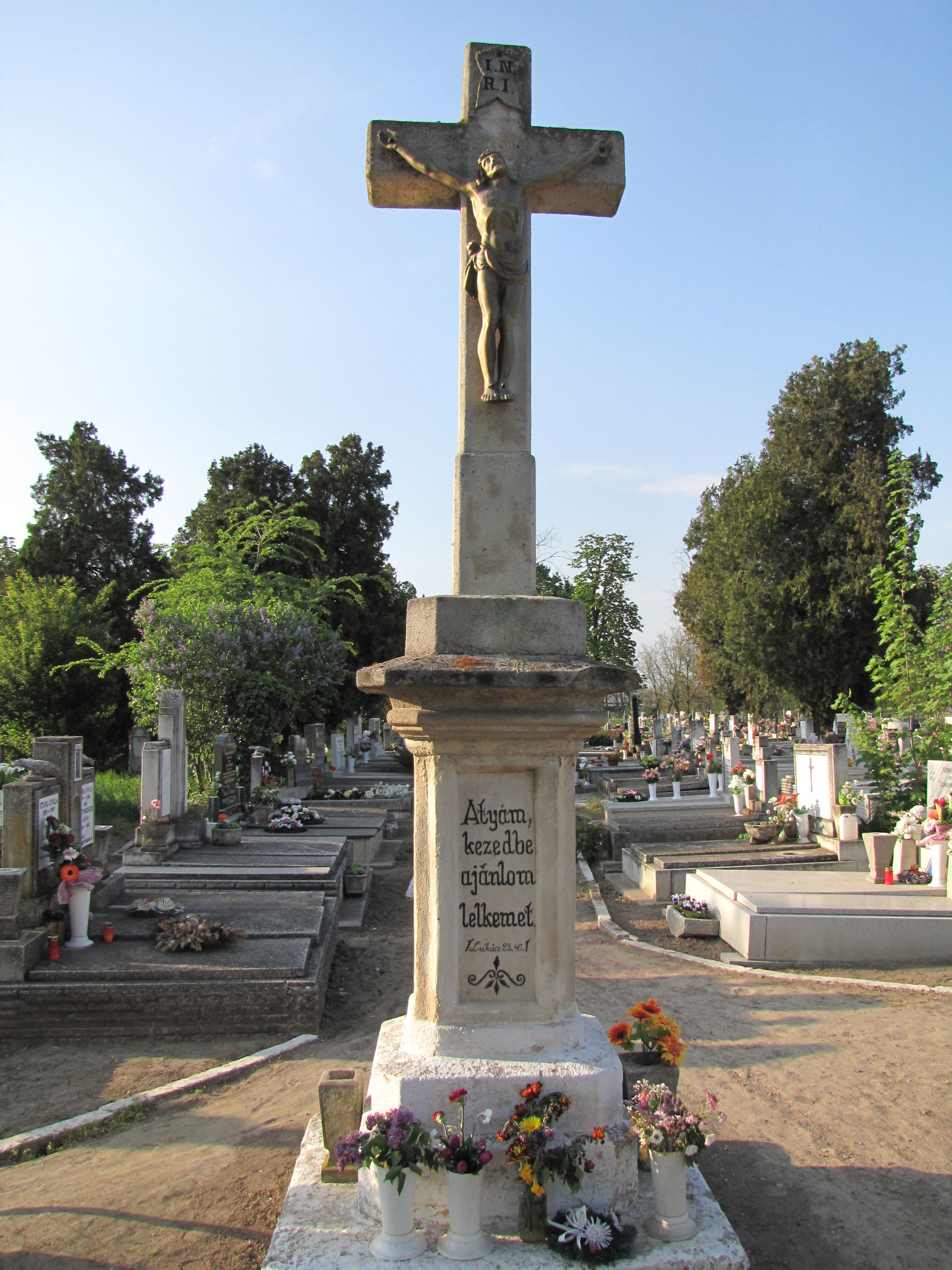
Kőkereszt a temetőben
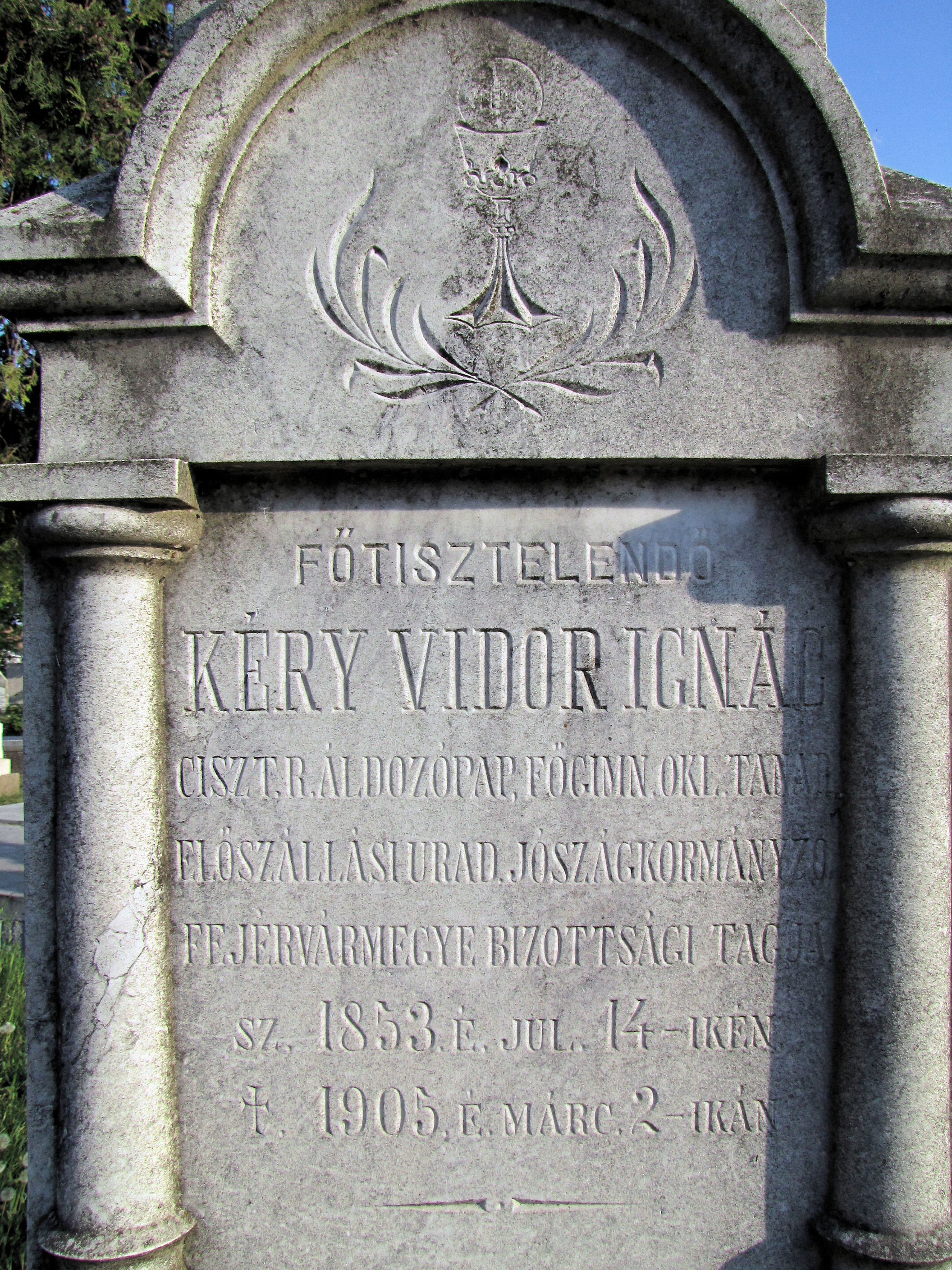
Kéry Vidor Ignác jószágkormányzó sírköve
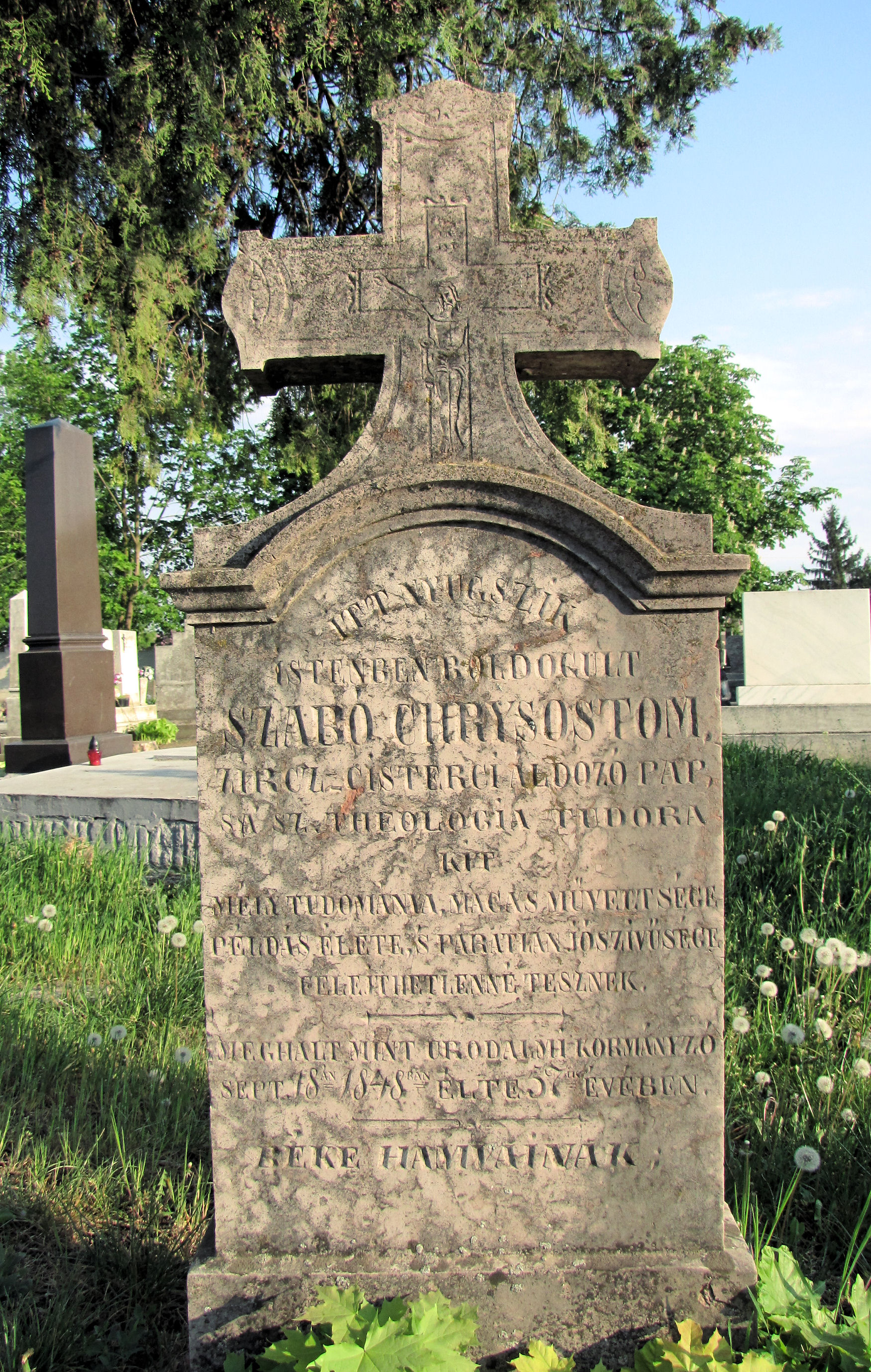
Szabó Chrysostom jószágkormányzó sírköve
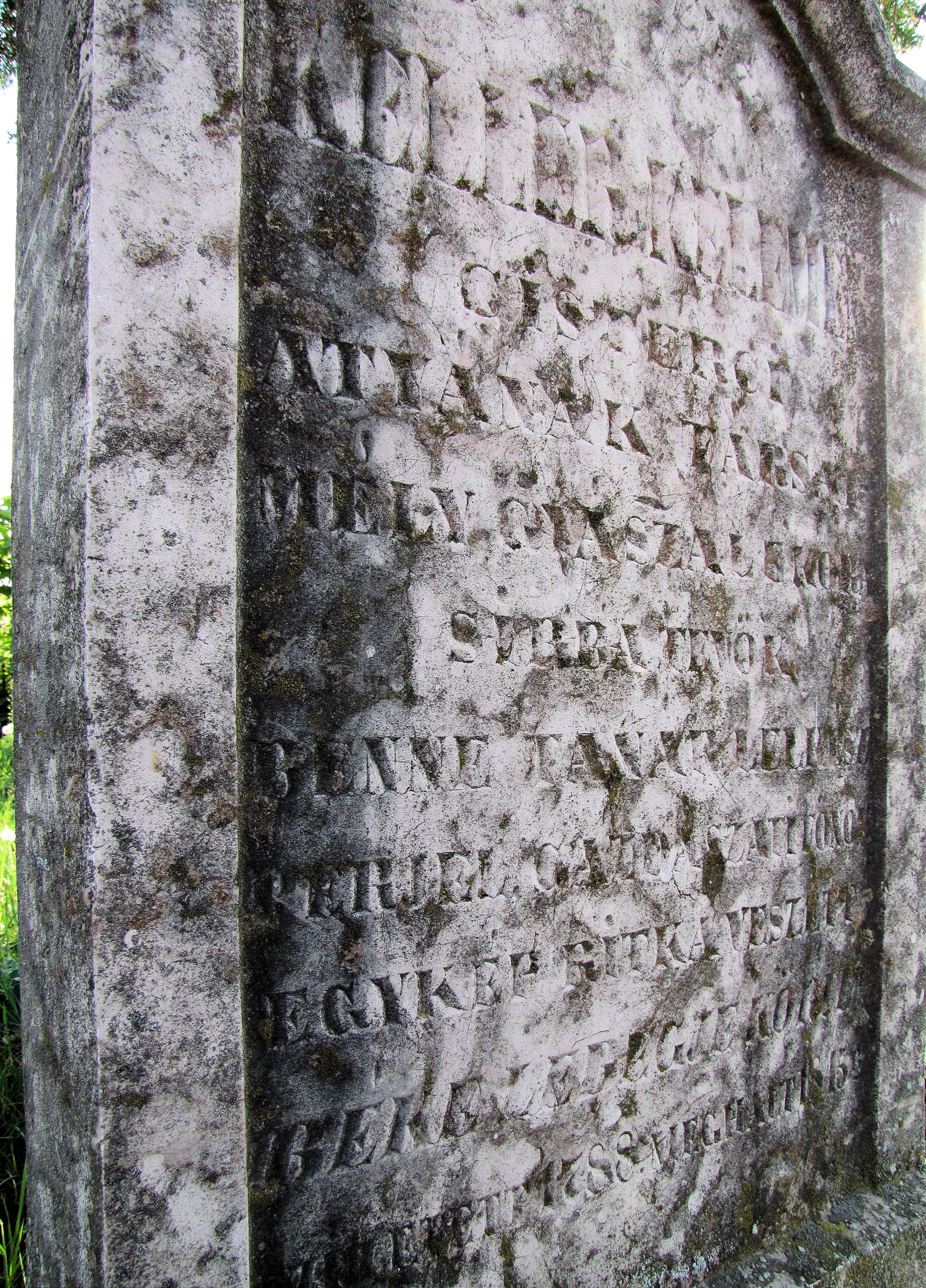
Keller Kelemen jószágkormányzó sírköve

### Újabb középületek
Az általános iskola (ma Árpád Fejedelem Általános és Szakiskola) 1955-57 között épült, tervezője ismeretlen. Ugyancsak ismeretlen építésztől származik az ugyanebben az időszakban emelt Kossuth Lajos Művelődési Központ.

### Horgásztó
Az előszállási horgásztó körülbelül 3 kilométerre van Előszállástól. A 61-es számú úton lehet megközelíteni. A tó területe 9,4 hektár, átlagos vízmélysége 1,5 méter. A tóban található halak közt megtalálható csuka, amur, kárász, süllő és keszegfélék.

### Múzeum
A múzeum az iskola pincéjében található. A néprajzi múzeum alapjait Svetics Lászlóné és a Mackó őrs tagjai (akkor még az úttörőkertben működtek) alapozták meg az 1970-es években gyűjtőmunkájukkal.

## Kulturális élet

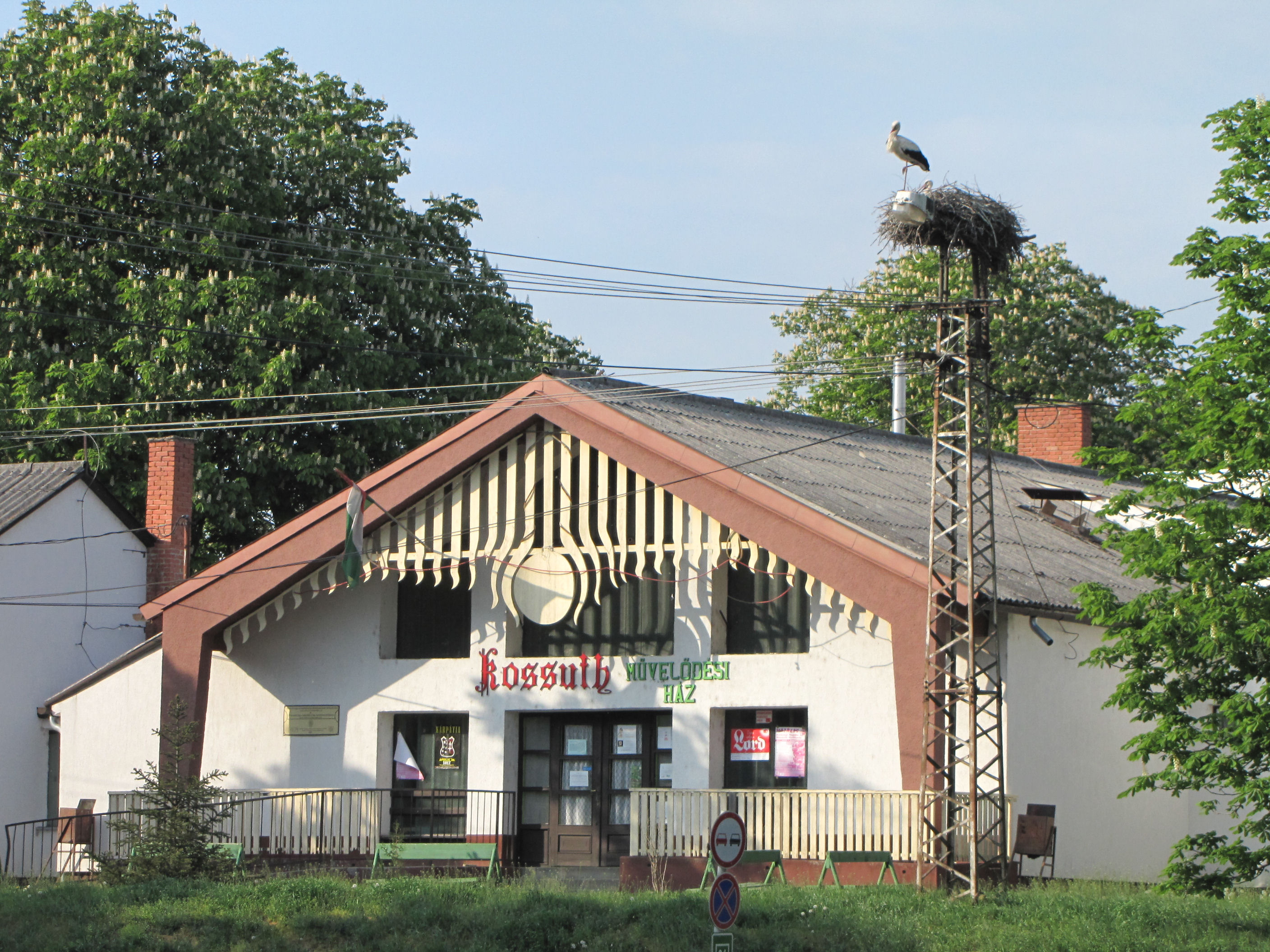
A Kossuth Lajos Művelődési Ház

A falu kulturális életét civil részről az 1991-ben létrehozott Előszállási Gyermek- és Ifjúsági Alapítvány szervezi, amely többek között a Teleház működtetéséért felel. A községi könyvtár a Kossuth Lajos Művelődési Központ épületében működik. Az ezredforduló legnagyobb hatású helyi kezdeményezése a Mihályi Miklós plébános által koordinált „Világunk Templomai” kiállítás-sorozat volt: a plébánia önkéntesei több, mint 2000 templom képét gyűjtötték össze a világ minden tájáról, és állították ki tablókon több hazai városban. A 2000-es évek visszatérő programjai közül kiemelkedik a minden évben megrendezett, Előszállásról Nagykarácsonyba vezető „Mikulás-futás”, valamint a május utolsó hétvégéjén rendezett „Szállás-napok”.
A településen működő civil egyesületek:
- Előszállási Sportegyesület
- Hagyományőrző Nyugdíjas Klub
- Rozmaring Nyugdíjas Klub
- Mozgássérültek Egyesülete
- horgászegyesület
- ifjúsági klub
- polgárőrség
- Gyermek- és Ifjúsági Alapítvány
- Kincskereső Klub.

2011-ben helyi védelem alá vont épületek: Teleház (az egykori uradalmi állatorvos lakóháza), a gyógyszertár épülete (az egykori csendőrség), valamint a pálinkafőző és a hozzá kapcsolódó, barokk pincék.

### Énekkar
Az énekkar 1993-ban alakult meg. Az énekkarnak eleinte a vezetőellátási problémák miatt nem ment jól a sora, s sokszor mélypontra jutottak. Azóta már megoldódott a vezetői probléma.
Az énekkar rendszeresen lép fel külföldön, miközben megismerkedik a határon túli magyarokkal.

## Oktatás

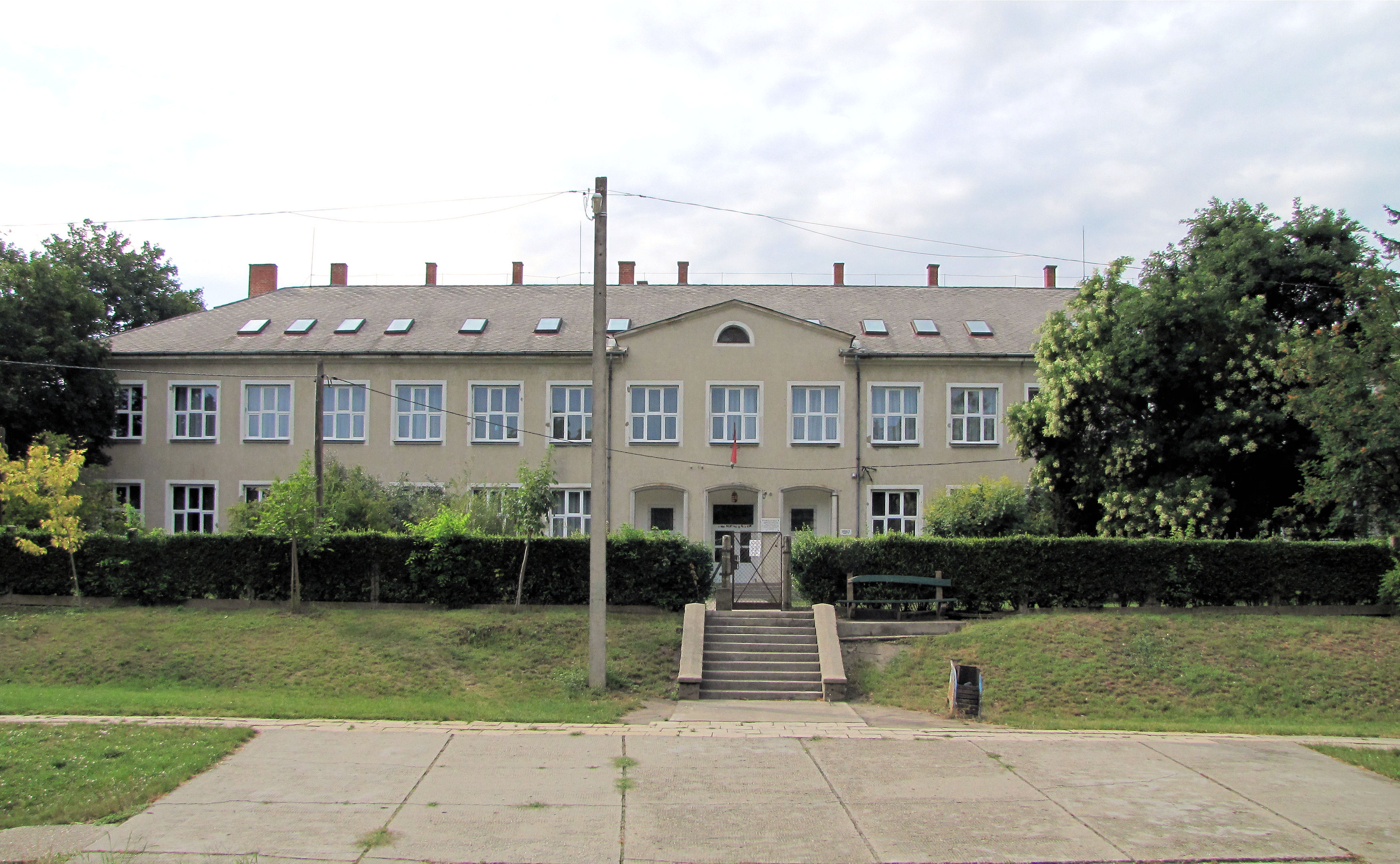
Az Árpád Fejedelem Általános Iskola és Szakiskola

Előszálláson két oktatási intézmény működik: a Patakparti Óvoda és az Árpád Fejedelem Általános és Szakiskola. Az Árpád Fejedelem Általános Iskola és Szakiskola 2007-ben ünnepelte fennállásának 50. jubileumát.
Előszállás 12 tantermes tornateremmel felszerelt általános iskoláját 1956-ra építették fel. Az egykoron 600 diákkal is rendelkező általános iskola létszámában az 1994-es évtől nagy csökkenés figyelhető meg. Mára már az iskola tanulói létszáma körülbelül 200 főre apadt.
1869-ben Előszállás lakosainak 69%-a még analfabéta volt.

## Sportélete
Előszállás labdarúgócsapatát, az Előszállás Sportegyesületet (röviden Előszállás SE) hivatalosan 1952-ben alapították, de már 1947-től nem hivatalosan már összeállt egy csapat. Az Előszállás SE hosszú éveket a megyei másodosztályban töltött, de mivel a 2006-2007-es szezonban a 16 csapat közül a 15. lett, ezért kiesett a megyei harmadosztályba. A 2017–2018-as szezonban második helyezést értek el a megyei harmadosztályban, így feljutottak a megyei másodosztályba.

## Előszálláshoz kötődő neves személyek

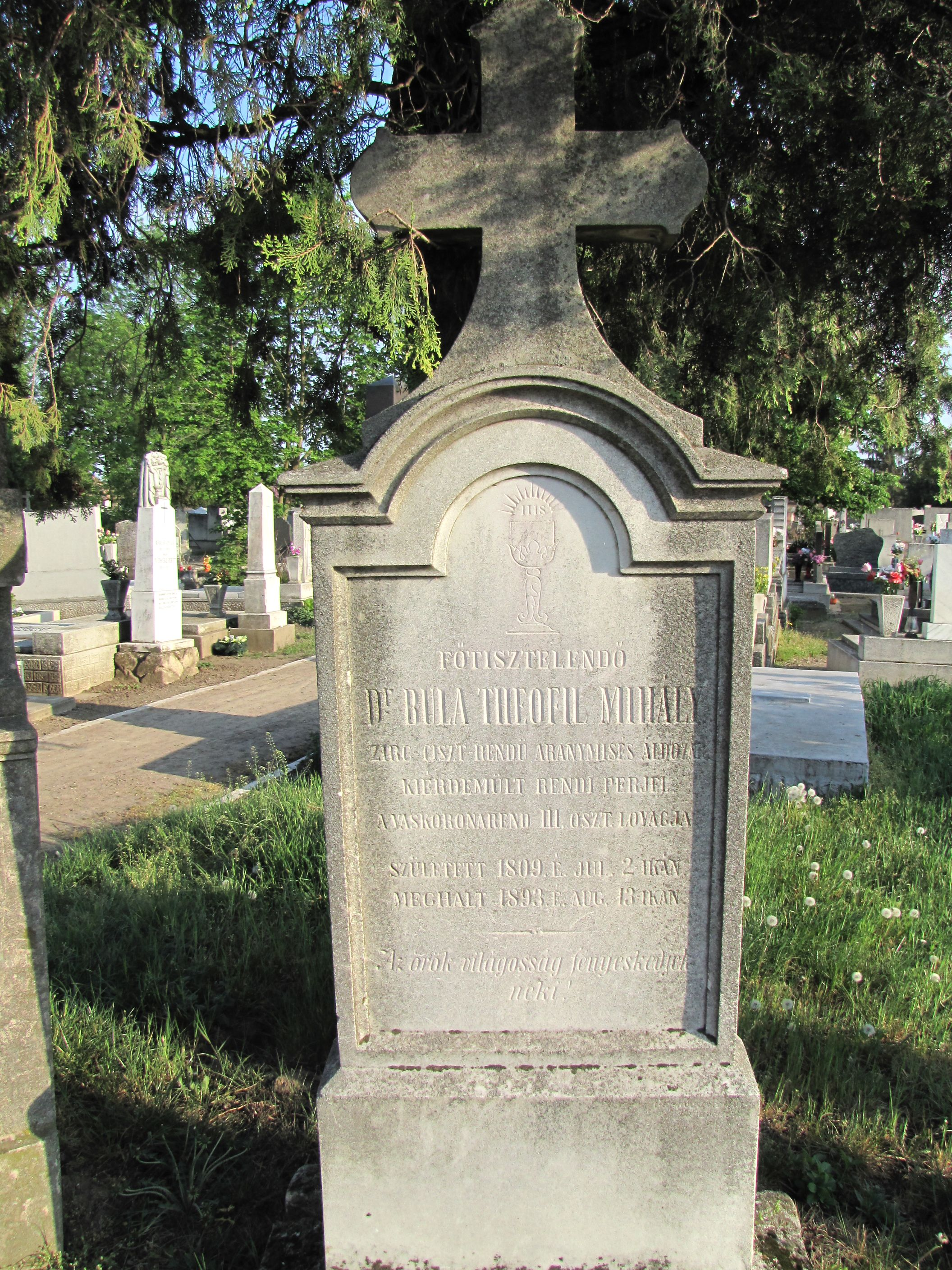
Bula Teofil sírköve az előszállási temetőben

- Bata Lajos (Előszállás, 1933. július 16. –) fizikus, a Magyar Tudományos Akadémia Szilárdságkutató Bizottságának tagja. Tanulmányait az ELTE Természettudományi Karán végezte; 1968-ban a fizikai tudományok kandidátusa, 1979-ben doktori címet szerzett. Tudományos tevékenysége: a reaktorparaméterek kísérleti vizsgálata, szilárdtestfizikai és folyadékkristályok kutatása, a folyadékkristályok hazai fizikai kutatásának megszervezése. 1970-ben Akadémiai-díjat, 1976-ban Gyulai Zoltán-díjat kapott.
- Bula Teofil (Theofil) Mihály (Előszállás, 1809. július 2. – Előszállás, 1893. augusztus 3.) ciszterci szerzetes, író. 1828-ban lépett be a rendbe, 1836-ban pappá szentelték. Pécsen, Székesfehérvárott, Egerben és Zircen tanított, majd 1844-ben a Zichy család nagylángi kastélyában volt házitanító. 1849-től a székesfehérvári gimnázium főigazgatója. 1859-től rendi főjószágkormányzó. 1886-ban nyugdíjba vonult és III. osztályú vaskoronarendet kapott. Az előszállási temetőben nyugszik. Főbb művei: Egyházi énekek, litániák és imák (1843), A természettan alapvonalai (Bécs, 1857).[52]
- Gajdó Tamás (Dunaújváros, 1964. –) tanár, színháztörténész, az Országos Színháztörténeti Múzeum és Intézet tudományos titkára. Előszállási gyermekéveit követően az Eötvös Loránd Tudományegyetemen, illetve a József Attila Tudományegyetemen tanult. Számos színháztörténeti kiadvány szerzője, a Magyar színházművészeti lexikon egyik szerzője, szerkesztője.
- Hagyó-Kovács Gyula (Sajóvárkony, 1888. március 14. – Pannonhalma, 1960. március 9.) ciszterci lelkész, uradalmi jószágkormányzó, a Felsőház tagja, középiskolai tanár. Egerben a cisztercita gimnáziumban érettségizett, majd szerzett matematika-fizika szakos középiskolai tanári oklevelet. Ezt követően elvégezte a magyaróvári Gazdasági Akadémiát. 1908-ban lépett a rendbe; 1914-ben járt először Előszálláson. 1917-től számvevő és másodkormányzó, majd 1924-től jószágkormányzó. Később Fejér vármegye Törvényhatósági bizottságának kiküldötteként felsőházi tagságot kapott, és elnyerte a Magyar Érdemrend középkeresztjét. 1945 után nem térhetett vissza Előszállásra; az 1950-es Grősz-perben meghurcolták, hat évet töltött börtönben, többnyire rabkórházban. 1957-ben újra letartóztatták, majd elengedték; utolsó éveit Pannonhalmán töltötte.[53]
- Ihász Gábor (Vaszar, 1805. január 6. – Eger, 1880. szeptember 21.) ciszterci szerzetes, áldozópap, nyelvész. A ciszterci rendbe lépését követően a bécsi Pázmáneumban, majd a pesti egyetemen tanult. Itt ismerkedett meg Révai Miklós nyelvészeti tanaival. 1830-ban megalapította a pesti szeminaristák egyházirodalmi iskoláját. A székesfehérvári és a pécsi gimnáziumokban tanított, majd 1844-ben Előszállásra helyezték lelkésznek. Révai nyomdokain itt írta meg Magyar nyelvtan című művét, amely első, 1846-os székesfehérvári megjelenését követően gyorsan elterjedt, kiszorítva a Verseghy-féle nyelvtanokat. 1848-ban tábori lelkésznek állt, egészen a komáromi fegyverletételig kitartott. Elítétéik, az Újépületben is raboskodott, majd rendházfogságából 1850-ben szabadult. 1851-ben kilépett a rendből és egri egyházmegyei pap lett. 1858 és 1870 között az Egri Érseki Fiúnevelő Intézet igazgatója. Nevét 1994 óta szülőfalva, a Veszprém vármegyei Vaszar általános iskolája[54] őrzi.[55]
- Laszczik Ernő (Előszállás, 1883. január 4. – Kalocsa, 1958. június 2.) tanár, a kalocsai Viski Károly Múzeum igazgatója. A kalocsai tanítóképzőn, majd Budapesten tanult. 1908-tól a nagyváradi tanítóképző tanáraként dolgozott, majd az első világháborút követően visszatért Kalocsára, a Római Katolikus Tanítóképző Intézet tanárának. 1938-tól igazgatóhelyettes, majd 1940-től igazgató. 1949-ben a kalocsai múzeum igazgatója. 1956-ban, súlyos betegen mondott le posztjáról, két évre rá Kalocsán hunyt el.[56]
- Rökk Szilárd (Előszállás, 1799. augusztus 21. – Budapest, 1888. szeptember 25.) ügyvéd. Az egyetemet Pesten végezte, 1820-ban ügyvédi oklevelet szerzett. A budapesti Kerepesi úton (ma Rákóczi úton) több mint fél évszázadig saját ügyvédei irodát működtetett. Végrendeletében 750 000 akkori forint összegű hatalmas vagyonát a tudományok és művészetek előmozdítására, szociális gyámolításra és kisebb részben egyházakra hagyta. Nevét a főváros VIII. kerületében utca őrzi.[57]
- Schmidt József (Előszállás, 1848. – Budapest, 1928. november 27.) jogász, közgazdász. Jogi tanulmányait a pesti egyetemen végezte. 1867-ben diplomázott, 1872-ben lett jogi doktor, 1873-ban ügyvédi oklevelet szerzett és Budapesten ügyvédi irodát nyitott. 1885-től 1887-ig a Pálffy-grófok jószágigazgatója volt. 1888-ban a pénzügyminisztériumba került. 1891-ben mint miniszteri tanácsost a földművelésügyi, majd a kereskedelemügyi minisztériumba helyezték át. 1896-ban az Ezredévi Kiállítás igazgatásával bízták meg. 1897-ben az akkor szervezett Szabadalmi Hivatal elnöke, 1898-ban a kereskedelmi minisztérium államtitkára lett. 1899–1905 között szabadelvű párti országgyűlési képviselő. 1900-ban lemondott az államtitkárságról és a budapesti Központi Takarékpénztár alelnök-vezérigazgatója, 1916-tól 1924-ig a Pénzintézeti Központ első elnöke. 1924-ben nyugdíjba vonult. – Főbb művei: Jószágaink rendezésének fontosabb kérdéseiről (Bp., 1883); A kisbirtokosoknak termékeik értékesítése és szükségleteik kielégítésére szolgáló szövetkezetek (Bp., 1886); A magyar gazda hitele (Bp., 1886).
- Supka Jeromos (Várpalota, 1832. február 12. – Zirc, 1891. február 17.) ciszterci szerzetes, apát. Tizenévesen, a szabadságharc idején tüzérnek állt, majd a bukást követően Pesten bujdosott és tanult. 1852-ben belépett a ciszterci rendbe, 1855-ben pappá szentelték. Tanított az egri és a székesfehérvári gimnáziumokban. 1869-től tíz évig Előszálláson szolgált lelkészként, 1879. július 8-án zirci apáttá nevezték ki. Legjelentősebb intézkedése, hogy a rend szemináriumát Zircről Budapestre költöztette.[58]
- Tkálecz Vilmos (Bántornya, 1894. január 8. – Budapest, 1950. május 27.) tanító, kántor, népbiztos-helyettes, a Vendvidéki Köztársaság alapítója. A tanácsköztársaság bukása után az előszállási uradalomban, Nagykarácsonypusztán kapott tanítói állást, majd 1922-től Szigetújfalun volt kántortanító.
- Vadász Imre (Előszállás, 1959. november 10. –) magyar labdarúgó, középpályás. Tagja volt az UEFA-kupa döntőig eljutó csapatnak. A Videotonban összesen 291 bajnoki mérkőzésen szerepelt és 21 gólt szerzett.[59]
- Vagovics Bertalan György (Kátló, 1793. március 27. – Eger, 1873. május 26.) ciszterci szerzetes, perjel, költő. 1815-ben lépett be a rendbe, majd hat év múlva szentelték pappá. A ciszterciek egri, székesfehérvári, pécsi és zirci gimnáziumaiban tanított, majd Tósokberénden és Nagyesztergáron lelkészkedett. 1855-ben az előszállási uradalom lelkészévé nevezték ki, ahol négy évig szolgált. 1859-68 között Egerben volt perjel, majd alperjel. 1830-tól számos latin nyelvű költeménye jelent meg, javarészt magyar egyházi személyiségek tiszteletére írt versek.[60]
- Velinszky László (Előszállás, 1888. augusztus 28. – Siófok, 1919. szeptember 23.): tanító, lapszerkesztő. Székesfehérváron volt tanító, 1917 elején belépett a Magyarországi Szociáldemokrata Pártba, 1918-ban párttitkár lett. Az őszirózsás forradalom után a székesfehérvári és Fejér megyei Nemzeti Tanács Intéző Bizottságának volt tagja, és a szociáldemokrata párt helyi folyóiratának, a Székesfehérvár és Vidékének volt felelős szerkesztője. A proletárdiktatúra idején a város és vármegye tanácsának egyik vezetője volt, közoktatási, illetve közművelődési területen működött: néhány hét alatt másokkal közösen új történelmi olvasókönyvet szerkesztett. A kommün bukása után letartóztatták, majd meggyilkolták.[61]

## Díszpolgárok

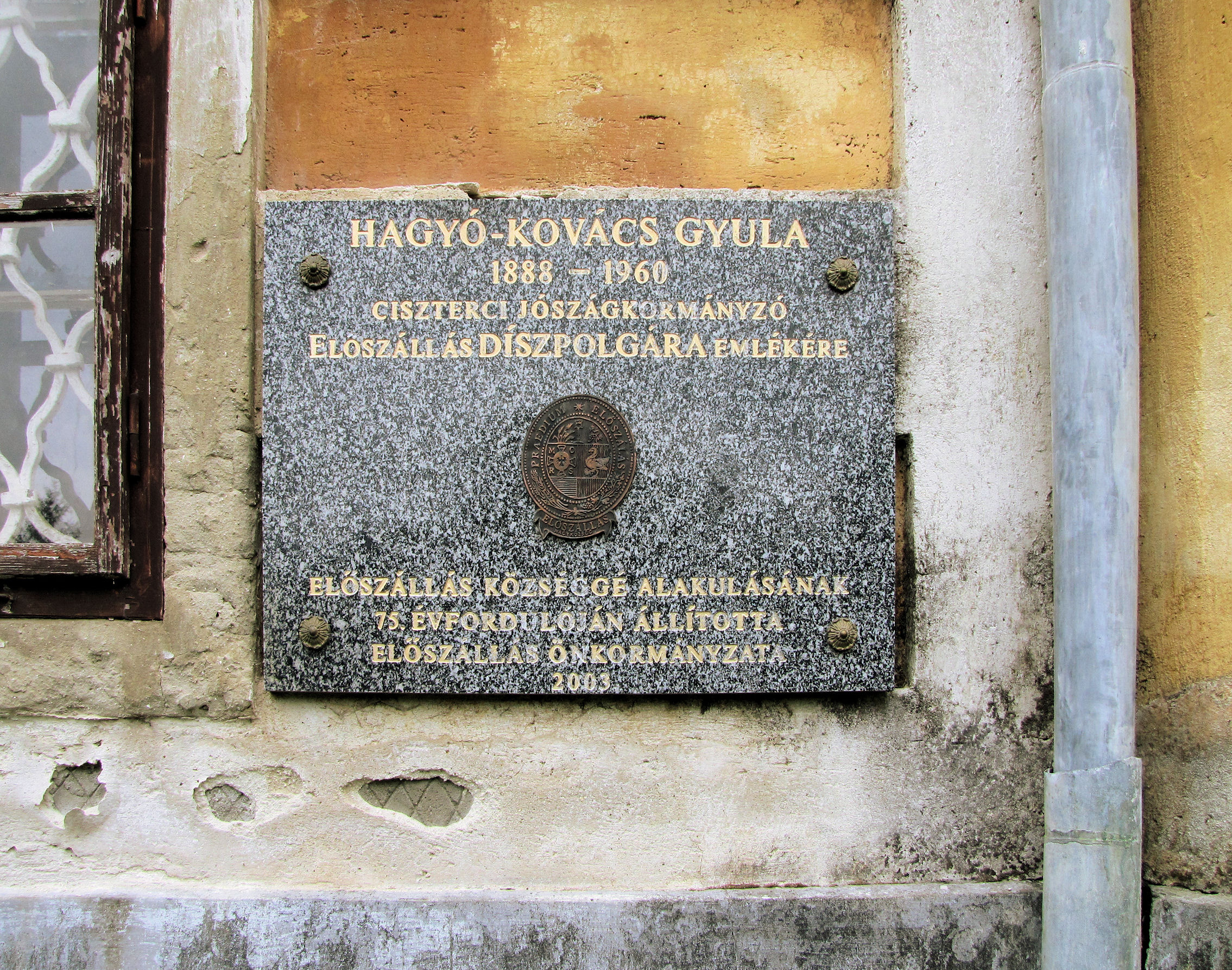
Hagyó-Kovács Gyula emléktáblája a rendházon

| Név                      | Tevékenység | Adományozás éve                               |
| ------------------------ | --- | --------------------------------------------- |
| Werner Adolf             | Zirci apát; támogatta Előszállás önálló önkormányzatának megalakulását. | 1928 – eredeti adományozás; 2018 – posztumusz |
| Antal József             | Vállalkozó; az Anker Trade Kft. vezetője. | 2000                                          |
| Dr. Eglesz Dezső         | Körzeti állatorvos; az Eglesz állatorvos-dinasztia harmadik generációjának tagja. | 2000                                          |
| Teller Ferenc            | Helytörténeti kutató. | 2000                                          |
| Gajdó András             | Magyartanár, művelődésszervező; az előszállási színjátszás és a Kincskereső mozgalom szervezője.                                                                                          | 2001                                          |
| Maár Györgyné            | A Daruhegyi Kertbarátkör vezetője és tagja több évtizeden keresztül. | 2001                                          |
| Orosz Józsefné           | Tanár, politikus; 1950-ben került általános iskolai tanárként Előszállásra, 1962 és 1966 között országgyűlési képviselő volt.                                                             | 2002                                          |
| Antal Józsefné           | Vállalkozó; a legtöbb munkavállalót foglalkoztató üzem tulajdonosa, civil szervezetek támogatója.                                                                                         | 2003                                          |
| Hagyó-Kovács Gyula       | Jószágkormányzó, szerzetes; az előszállási ciszterci uradalmat vezette; támogatta a falu önkormányzatának megalapítását.                                                                  | 2003 (posztumusz)                             |
| Semmelweis Ferenc        | A Nyugdíjasok Szociális Fóruma Egyesület elnöke. | 2005                                          |
| Váradi István            | Polgármester, motorszerelő. 1987-től tanácselnökként, 1990-től 1996-ig polgármesterként vezette Előszállást.                                                                              | 2007 (posztumusz)                             |
| Czum László              | Tanár, a Kincskereső Klub tagja. | 2010                                          |
| Dr. Eglesz Dezsőné       | Tanár, a Kincskereső Klub tagja. Közel 40 évet tanított Előszálláson. | 2011                                          |
| Élő Győzőné              | Tanár, férjével több évtizedig tanított, nevelt Előszálláson. | 2011                                          |
| Dr. Svetics László       | Történelem-földrajz szakos tanár, 1957-től 1998-ig az előszállási iskolában oktatott, az előszállási iskola igazgatója volt. A Magyar Köztársasági Bronz Érdemkereszt tulajdonosa (1998). | 2012                                          |
| Dr. Svetics Lászlóné     | Földrajz-rajz szakos tanár, férjével együtt több évtizedig az előszállási iskolában tanított.                                                                                             | 2012                                          |
| Stuhl Gyula              | Tanácselnök, kovács. Tanácselnöki megbízatását 1963-tól 1987-ig töltötte be. Előszállás útjainak és járdáinak nagy része az ő idejében épült.                                             | 2013 (posztumusz)                             |
| Dr. Baráth Miklós László | Sebész, háziorvos; több évtized óta gyógyítja az előszállási betegeket. | 2015                                          |
| Horváth József           | Vállalkozó; a Dunaújvárosi Ipartestület és a Fejér Megyei Mestervizsga Bizottság elnöke.                                                                                                  | 2015                                          |
| Szuszits Béla Tivadarné  | Óvodavezető; évtizedek óta példaértékű munkát végez az előszállási óvodában. | 2016                                          |